# ATP Challenger Series 2016
El ATP Challenger Tour es el circuito profesional de tenis secundario organizado por la ATP. En 2016 el calendario de la ATP Challenger Tour comprende aproximadamente 150 torneos, con premios que van desde U$ 40 000 hasta U$ 220 000, lo que representa un aumento del dinero del premio mínimo de $ 35 000.  Se trata de la 40.ª edición del ciclo de torneos challenger, y el sexto en el marco del nombre de Challenger tour.

## Distribución de puntos
Los puntos se otorgan de la siguiente manera:
| Categoría del torneo                                                 | Campeón | Finalista | Semifinalistas                       | Cuartos de final                     | 2.ª ronda                            | 1.ª ronda                            | Clasif.                              |
| -------------------------------------------------------------------- | ------- | --------- | ------------------------------------ | ------------------------------------ | ------------------------------------ | ------------------------------------ | ------------------------------------ |
| ATP Challenger Tour Finals                                           | RR+50   | RR+30     | 15 por partido ganado en round robin | 15 por partido ganado en round robin | 15 por partido ganado en round robin | 15 por partido ganado en round robin | 15 por partido ganado en round robin |
| Challenger $ 125,000 +H Challenger € 106,500+H                       | 125     | 75        | 45                                   | 25                                   | 10                                   | 0                                    | +5                                   |
| Challenger $ 125,000 o $ 100,000+H Challenger € 106,500 o € 85,000+H | 110     | 65        | 40                                   | 20                                   | 9                                    | 0                                    | +5                                   |
| Challenger $ 100,000 o $ 75,000+H Challenger € 85,000 o € 64,000+H   | 100     | 60        | 35                                   | 18                                   | 8                                    | 0                                    | +5                                   |
| Challenger $ 75,000 o $ 50,000+H Challenger € 64,000 o € 42,500+H    | 90      | 55        | 33                                   | 17                                   | 8                                    | 0                                    | +3                                   |
| Challenger $ 50,000 Challenger € 42,500                              | 80      | 48        | 29                                   | 15                                   | 7                                    | 0                                    | +5                                   |
| Challenger $ 40,000+H Challenger € 35,000+H                          | 80      | 48        | 29                                   | 15                                   | 6                                    | 0                                    | +3                                   |

## Programa de torneos
A continuación lista de torneos:

### Enero
| Semana de   | Torneo | Campeones                                                     | Finalista                                   | Semifinal                                 | Cuarto de final                                                         |
| ----------- | --- | ------------------------------------------------------------- | ------------------------------------------- | ----------------------------------------- | ----------------------------------------------------------------------- |
| 4 de enero  | Challenger BNP Paribas de Nouvelle-Calédonie Numea, Nueva Caledonia, Francia $75,000+H – Dura – 32S/32Q/16D Cuadro de individuales - Cuadro de dobles | Adrian Mannarino 5–7, 6–2, 6–2                                | Alejandro Falla                             | Daniel Brands Jordan Thompson             | James McGee Quentin Halys Marco Trungelliti Julien Benneteau            |
| 4 de enero  | Challenger BNP Paribas de Nouvelle-Calédonie Numea, Nueva Caledonia, Francia $75,000+H – Dura – 32S/32Q/16D Cuadro de individuales - Cuadro de dobles | Julien Benneteau Édouard Roger-Vasselin 7–6(7–4), 3–6, [10–5] | Gregoire Barrere Tristan Lamasine           | Daniel Brands Jordan Thompson             | James McGee Quentin Halys Marco Trungelliti Julien Benneteau            |
| 4 de enero  | City of Onkaparinga ATP Challenger Happy Valley, Australia $75,000 – Dura – 32S/24Q/16D Cuadro de individuales - Cuadro de dobles                     | Taylor Fritz 7–6(9–7), 6–2                                    | Dudi Sela                                   | Márton Fucsovics Andrew Whittington       | Jan Šátral Hiroki Moriya Alex Bolt Dennis Novak                         |
| 4 de enero  | City of Onkaparinga ATP Challenger Happy Valley, Australia $75,000 – Dura – 32S/24Q/16D Cuadro de individuales - Cuadro de dobles                     | Matteo Donati Andréi Golúbev 3–6, 7–6(7–5), [10-1]            | Denís Molchanov Aleksandr Nedoviesov        | Márton Fucsovics Andrew Whittington       | Jan Šátral Hiroki Moriya Alex Bolt Dennis Novak                         |
| 4 de enero  | KPN Bangkok Open Bangkok, Tailandia $50,000 – Dura – 32S/32Q/16D Cuadro de individuales – Cuadro de dobles                                            | Mijaíl Yuzhny 6–3, 6–4                                        | Go Soeda                                    | Marco Chiudinelli Konstantín Kravchuk     | Yasutaka Uchiyama Egor Gerasimov Kimmer Coppejans Yūichi Sugita         |
| 4 de enero  | KPN Bangkok Open Bangkok, Tailandia $50,000 – Dura – 32S/32Q/16D Cuadro de individuales – Cuadro de dobles                                            | Johan Brunström Andreas Siljeström 6–3, 6–4                   | Gero Kretschmer Alexander Satschko          | Marco Chiudinelli Konstantín Kravchuk     | Yasutaka Uchiyama Egor Gerasimov Kimmer Coppejans Yūichi Sugita         |
| 4 de enero  | Torneo de Mendoza Mendoza, Argentina $50,000 – Tierra batida – 32S/32Q/16D Cuadro de individuales – Cuadro de dobles                                  | Gerald Melzer 4–6, 6–4, 6–0                                   | Axel Michon                                 | Facundo Bagnis Roberto Carballés Baena    | Maximiliano Estévez Enrique López-Pérez Guido Andreozzi Thiago Monteiro |
| 4 de enero  | Torneo de Mendoza Mendoza, Argentina $50,000 – Tierra batida – 32S/32Q/16D Cuadro de individuales – Cuadro de dobles                                  | Máximo González José Hernández 4–6, 6–3, [10–1]               | Julio Peralta Horacio Zeballos              | Facundo Bagnis Roberto Carballés Baena    | Maximiliano Estévez Enrique López-Pérez Guido Andreozzi Thiago Monteiro |
| 11 de enero | Canberra Challenger Canberra, Australia $75,000 – Dura – 32S/32Q/16D Cuadro de individuales – Cuadro de dobles                                        | Paolo Lorenzi 6–2, 6–4                                        | Ivan Dodig                                  | Marcel Granollers Daniel Muñoz de la Nava | Yevgueni Donskói Quentin Halys Diego Schwartzman Santiago Giraldo       |
| 11 de enero | Canberra Challenger Canberra, Australia $75,000 – Dura – 32S/32Q/16D Cuadro de individuales – Cuadro de dobles                                        | Mariusz Fyrstenberg Santiago González 7–6(7–3), 6–3           | Maverick Banes Jarryd Chaplin               | Marcel Granollers Daniel Muñoz de la Nava | Yevgueni Donskói Quentin Halys Diego Schwartzman Santiago Giraldo       |
| 11 de enero | KPN Bangkok Open II Bangkok 2, Tailandia $50,000 – Dura – 32S/32Q/16D Cuadro de individuales – Cuadro de dobles                                       | Mijaíl Yuzhny 6–4, 6–1                                        | Adam Pavlásek                               | Jason Jung Frederico Ferreira Silva       | Joshua Milton Aleksandre Metreveli Cheong-eui Kim Dzmitry Zhyrmont      |
| 11 de enero | KPN Bangkok Open II Bangkok 2, Tailandia $50,000 – Dura – 32S/32Q/16D Cuadro de individuales – Cuadro de dobles                                       | Wesley Koolhof Matwé Middelkoop 6–3, 7–6(7–1)                 | Gero Kretschmer Alexander Satschko          | Jason Jung Frederico Ferreira Silva       | Joshua Milton Aleksandre Metreveli Cheong-eui Kim Dzmitry Zhyrmont      |
| 11 de enero | Racket Club Open Buenos Aires, Argentina $50,000 – Tierra batida – 32S/32Q/16D Cuadro de individuales – Cuadro de dobles                              | Facundo Bagnis 6–3, 6–2                                       | Arthur De Greef                             | Nicolas Kicker Rogério Dutra Silva        | Maxime Hamou Máximo González Guido Andreozzi Gerald Melzer              |
| 11 de enero | Racket Club Open Buenos Aires, Argentina $50,000 – Tierra batida – 32S/32Q/16D Cuadro de individuales – Cuadro de dobles                              | Facundo Bagnis Máximo González 6–1, 6–2                       | Sergio Galdós Christian Lindell             | Nicolas Kicker Rogério Dutra Silva        | Maxime Hamou Máximo González Guido Andreozzi Gerald Melzer              |
| 18 de enero | Manila Challenger Manila, Filipinas $50,000 – Dura – 32S/32Q/16D Cuadro de individuales – Cuadro de dobles                                            | Mijaíl Yuzhny 6–4, 6–4                                        | Marco Chiudinelli                           | Go Soeda Lukáš Lacko                      | Li Zhe David Guez Igor Sijsling Gianluca Naso                           |
| 18 de enero | Manila Challenger Manila, Filipinas $50,000 – Dura – 32S/32Q/16D Cuadro de individuales – Cuadro de dobles                                            | Johan Brunström Frederik Nielsen 6–2, 6–2                     | Francis Casey Alcantara Christopher Rungkat | Go Soeda Lukáš Lacko                      | Li Zhe David Guez Igor Sijsling Gianluca Naso                           |
| 18 de enero | Vivo Tennis Cup Río de Janeiro, Brasil $50,000 – Tierra batida – 32S/32Q/16D Cuadro de individuales – Cuadro de dobles                                | Facundo Bagnis 6–4, 4–6, 6–2                                  | Guilherme Clezar                            | Rubén Ramírez Hidalgo Thiago Monteiro     | Peter Torebko Andrej Martin Gastão Elias Facundo Argüello               |
| 18 de enero | Vivo Tennis Cup Río de Janeiro, Brasil $50,000 – Tierra batida – 32S/32Q/16D Cuadro de individuales – Cuadro de dobles                                | Gastão Elias André Ghem 6–4, 7–6(7–2)                         | Jonathan Eysseric Miguel Ángel Reyes-Varela | Rubén Ramírez Hidalgo Thiago Monteiro     | Peter Torebko Andrej Martin Gastão Elias Facundo Argüello               |
| 25 de enero | Royal Lahaina Challenger Lahaina, Estados Unidos $50,000 – Dura – 32S/20Q/16D Cuadro de individuales - Cuadro de dobles                               | Wu Di 4–6, 6–3, 6–4                                           | Kyle Edmund                                 | James Duckworth Noah Rubin                | Nicolas Meister Frances Tiafoe Ernesto Escobedo Alex Bolt               |
| 25 de enero | Royal Lahaina Challenger Lahaina, Estados Unidos $50,000 – Dura – 32S/20Q/16D Cuadro de individuales - Cuadro de dobles                               | Jason Jung Dennis Novikov 6–3, 4–6, [10–8]                    | Alex Bolt Frank Moser                       | James Duckworth Noah Rubin                | Nicolas Meister Frances Tiafoe Ernesto Escobedo Alex Bolt               |
| 25 de enero | Claro Open Bucaramanga Bucaramanga, Colombia $50,000+H – Tierra batida – 32S/30Q/16D Cuadro de individuales - Cuadro de dobles                        | Gerald Melzer 6–3, 6–1                                        | Paolo Lorenzi                               | Mathias Bourgue Horacio Zeballos          | Víctor Estrella Eduardo Struvay Jordi Samper-Montaña Gastão Elias       |
| 25 de enero | Claro Open Bucaramanga Bucaramanga, Colombia $50,000+H – Tierra batida – 32S/30Q/16D Cuadro de individuales - Cuadro de dobles                        | Julio Peralta Horacio Zeballos 6–2, 6–2                       | Sergio Galdós Luis David Martínez           | Mathias Bourgue Horacio Zeballos          | Víctor Estrella Eduardo Struvay Jordi Samper-Montaña Gastão Elias       |

### Febrero
| Semana de     | Torneo | Campeones                                           | Finalista                       | Semifinal                             | Cuarto de final                                                               |
| ------------- | --- | --------------------------------------------------- | ------------------------------- | ------------------------------------- | ----------------------------------------------------------------------------- |
| 1 de febrero  | RBC Tennis Championships of Dallas Dallas, Estados Unidos $100,000 – Dura (i) – 32S/32Q/16D Cuadro de individuales - Cuadro de dobles    | Kyle Edmund 6–3, 6–2                                | Daniel Evans                    | Tatsuma Ito Tim Smyczek               | Frances Tiafoe Benjamin Becker Marinko Matosevic Grega Žemlja                 |
| 1 de febrero  | RBC Tennis Championships of Dallas Dallas, Estados Unidos $100,000 – Dura (i) – 32S/32Q/16D Cuadro de individuales - Cuadro de dobles    | Nicolas Meister Eric Quigley 6–1, 6–1               | Sekou Bangoura Dean O'Brien     | Tatsuma Ito Tim Smyczek               | Frances Tiafoe Benjamin Becker Marinko Matosevic Grega Žemlja                 |
| 1 de febrero  | Launceston International Launceston, Australia $75,000 – Dura – 32S/32Q/16D Cuadro de individuales - Cuadro de dobles                    | Blake Mott 6–7(4–7), 6–1, 6–2                       | Andréi Golúbev                  | Saketh Myneni Luke Saville            | Stéphane Robert Benjamin Mitchell Alex Bolt Matthew Barton                    |
| 1 de febrero  | Launceston International Launceston, Australia $75,000 – Dura – 32S/32Q/16D Cuadro de individuales - Cuadro de dobles                    | Luke Saville Jordan Thompson 6–1, 4–6, [13–11]      | Dayne Kelly Matt Reid           | Saketh Myneni Luke Saville            | Stéphane Robert Benjamin Mitchell Alex Bolt Matthew Barton                    |
| 8 de febrero  | Milex Open Santo Domingo, República Dominicana $75,000+H – Tierra batida (verde) – 32S/32Q/16D Cuadro de individuales - Cuadro de dobles | Guido Andreozzi 6–0, 6–4                            | Nicolas Kicker                  | Jozef Kovalík Mathias Bourgue         | Andrej Martin Maxime Chazal Roberto Carballés Baena Alessandro Giannessi      |
| 8 de febrero  | Milex Open Santo Domingo, República Dominicana $75,000+H – Tierra batida (verde) – 32S/32Q/16D Cuadro de individuales - Cuadro de dobles | Ariel Behar Giovanni Lapentti 7–5, 6–4              | Jonathan Eysseric Franko Škugor | Jozef Kovalík Mathias Bourgue         | Andrej Martin Maxime Chazal Roberto Carballés Baena Alessandro Giannessi      |
| 8 de febrero  | Trofeo Faip–Perrel Bergamo, Italia €42,500+H – Dura (i) – 32S/32Q/16D Cuadro de individuales - Cuadro de dobles                          | Pierre-Hugues Herbert 6–3, 7–6(7–5)                 | Egor Gerasimov                  | Grégoire Barrère Hiroki Moriya        | Peter Gojowczyk Michael Berrer Aldin Šetkić Marco Chiudinelli                 |
| 8 de febrero  | Trofeo Faip–Perrel Bergamo, Italia €42,500+H – Dura (i) – 32S/32Q/16D Cuadro de individuales - Cuadro de dobles                          | Ken Skupski Neal Skupski 6–3, 7–5                   | Nikola Mektić Antonio Šančić    | Grégoire Barrère Hiroki Moriya        | Peter Gojowczyk Michael Berrer Aldin Šetkić Marco Chiudinelli                 |
| 15 de febrero | Wrocław Open Breslavia, Polonia €85,000+H – Dura (i) – 32S/32Q/16D Cuadro de individuales - Cuadro de dobles                             | Marco Chiudinelli 6–3, 7–6(11–9)                    | Jan Hernych                     | Konstantín Kravchuk Dustin Brown      | Yevgueni Donskói Aleksandr Kudriávtsev Jürgen Zopp Albano Olivetti            |
| 15 de febrero | Wrocław Open Breslavia, Polonia €85,000+H – Dura (i) – 32S/32Q/16D Cuadro de individuales - Cuadro de dobles                             | Pierre-Hugues Herbert Albano Olivetti 6–3, 7–6(7–4) | Nikola Mektić Antonio Šančić    | Konstantín Kravchuk Dustin Brown      | Yevgueni Donskói Aleksandr Kudriávtsev Jürgen Zopp Albano Olivetti            |
| 15 de febrero | Morelos Open Cuernavaca, México $50,000+H – Dura – 32S/32Q/16D Cuadro de individuales - Cuadro de dobles                                 | Gerald Melzer 7–6(7–4), 6–3                         | Alejandro González              | Alessandro Giannessi Horacio Zeballos | Alexander Sarkissian Adrián Menéndez-Maceiras Tobias Kamke Nicolás Barrientos |
| 15 de febrero | Morelos Open Cuernavaca, México $50,000+H – Dura – 32S/32Q/16D Cuadro de individuales - Cuadro de dobles                                 | Philip Bester Peter Polansky 6–4, 3–6, [10–6]       | Marcelo Arévalo Sergio Galdós   | Alessandro Giannessi Horacio Zeballos | Alexander Sarkissian Adrián Menéndez-Maceiras Tobias Kamke Nicolás Barrientos |
| 15 de febrero | Delhi Open New Delhi, India $50,000 – Dura – 32S/32Q/16D Cuadro de individuales - Cuadro de dobles                                       | Stéphane Robert 6–3, 6–0                            | Saketh Myneni                   | Flavio Cipolla Kimmer Coppejans       | Jimmy Wang Dmitri Popkó Li Zhe Prajnesh Gunneswaran                           |
| 15 de febrero | Delhi Open New Delhi, India $50,000 – Dura – 32S/32Q/16D Cuadro de individuales - Cuadro de dobles                                       | Yuki Bhambri Mahesh Bhupathi 6–3, 4–6, [10–5]       | Saketh Myneni Sanam Singh       | Flavio Cipolla Kimmer Coppejans       | Jimmy Wang Dmitri Popkó Li Zhe Prajnesh Gunneswaran                           |
| 22 de febrero | Challenger La Manche Cherbourg, Francia €42,500+H – Dura (i) – 32S/32Q/16D Cuadro de individuales - Cuadro de dobles                     | Jordan Thompson 4–6, 6–4, 6–1                       | Adam Pavlásek                   | Kenny de Schepper Vincent Millot      | Frederik Nielsen Daniel Brands Pierre-Hugues Herbert Karen Jachánov           |
| 22 de febrero | Challenger La Manche Cherbourg, Francia €42,500+H – Dura (i) – 32S/32Q/16D Cuadro de individuales - Cuadro de dobles                     | Ken Skupski Neal Skupski 4–6, 6–3, [10–6]           | Yoshihito Nishioka Aldin Šetkić | Kenny de Schepper Vincent Millot      | Frederik Nielsen Daniel Brands Pierre-Hugues Herbert Karen Jachánov           |
| 22 de febrero | Shimadzu All Japan Indoor Tennis Championships Kyoto, Japón $50,000+H – Dura (i) – 32S/32Q/16D Cuadro de individuales - Cuadro de dobles | Yūichi Sugita 5–7, 6–3, 6–4                         | Zhang Ze                        | Matthew Barton Yuya Kibi              | Lloyd Harris Go Soeda Jimmy Wang Peter Kobelt                                 |
| 22 de febrero | Shimadzu All Japan Indoor Tennis Championships Kyoto, Japón $50,000+H – Dura (i) – 32S/32Q/16D Cuadro de individuales - Cuadro de dobles | Gong Maoxin Yi Chu-huan 6–3, 7–6(9–7)               | Go Soeda Yasutaka Uchiyama      | Matthew Barton Yuya Kibi              | Lloyd Harris Go Soeda Jimmy Wang Peter Kobelt                                 |
| 29 de febrero | Open BNP Paribas Banque de Bretagne Quimper, Francia €42,500+H – Dura (i) – 32S/32Q/16D Cuadro de individuales - Cuadro de dobles        | Andréi Rubliov 6–7(6–8), 6–4, 6–4                   | Paul-Henri Mathieu              | Nikola Mektić Sergui Stajovski        | Igor Sijsling Tobias Kamke Lukáš Lacko Romain Jouan                           |
| 29 de febrero | Open BNP Paribas Banque de Bretagne Quimper, Francia €42,500+H – Dura (i) – 32S/32Q/16D Cuadro de individuales - Cuadro de dobles        | Tristan Lamasine Albano Olivetti 6–2, 4–6, [10–7]   | Nikola Mektić Antonio Šančić    | Nikola Mektić Sergui Stajovski        | Igor Sijsling Tobias Kamke Lukáš Lacko Romain Jouan                           |

### Marzo
| Semana de   | Torneo | Campeones                                                 | Finalista                             | Semifinal                             | Cuarto de final                                                                 |
| ----------- | --- | --------------------------------------------------------- | ------------------------------------- | ------------------------------------- | ------------------------------------------------------------------------------- |
| 7 de marzo  | Abierto de Puebla Puebla, México $100,000+H – Dura (i) – 32S/32Q/16D Cuadro de individuales – Cuadro de dobles                                  | Eduardo Struvay 4–6, 6–4, 6–4                             | Peđa Krstin                           | Benjamin Becker Agustín Velotti       | João Souza Stefano Napolitano Marinko Matosevic Nikola Milojević                |
| 7 de marzo  | Abierto de Puebla Puebla, México $100,000+H – Dura (i) – 32S/32Q/16D Cuadro de individuales – Cuadro de dobles                                  | Marcus Daniell Artem Sitak 3–6, 6–2, [12–10]              | Santiago González Mate Pavić          | Benjamin Becker Agustín Velotti       | João Souza Stefano Napolitano Marinko Matosevic Nikola Milojević                |
| 7 de marzo  | RC Hotel Open Jönköping, Suecia €42,500+H – Dura (i) – 32S/32Q/16D Cuadro de individuales – Cuadro de dobles                                    | Andréi Golúbev 6–7(9–11), 7–6(7–5), 7–6(7–4)              | Karen Jachánov                        | Jan-Lennard Struff Matwé Middelkoop   | Andrea Arnaboldi Tristan Lamasine Elias Ymer Patrik Rosenholm                   |
| 7 de marzo  | RC Hotel Open Jönköping, Suecia €42,500+H – Dura (i) – 32S/32Q/16D Cuadro de individuales – Cuadro de dobles                                    | Isak Arvidsson Fred Simonsson 6-3, 3-6, [10-6]            | Markus Eriksson Milos Sekulic         | Jan-Lennard Struff Matwé Middelkoop   | Andrea Arnaboldi Tristan Lamasine Elias Ymer Patrik Rosenholm                   |
| 7 de marzo  | Challenger ATP Cachantún Cup Santiago, Chile $50,000+H – Tierra batida – 32S/32Q/16D Cuadro de individuales – Cuadro de dobles                  | Facundo Bagnis 6–7(3–7), 6–4, 6–3                         | Rogério Dutra Silva                   | Gonzalo Lama Thiago Monteiro          | Maximiliano Estévez Rubén Ramírez Hidalgo Guilherme Clezar Juan Ignacio Londero |
| 7 de marzo  | Challenger ATP Cachantún Cup Santiago, Chile $50,000+H – Tierra batida – 32S/32Q/16D Cuadro de individuales – Cuadro de dobles                  | Julio Peralta Hans Podlipnik 7–6(7–4), 4–6, [10–5]        | Facundo Bagnis Máximo González        | Gonzalo Lama Thiago Monteiro          | Maximiliano Estévez Rubén Ramírez Hidalgo Guilherme Clezar Juan Ignacio Londero |
| 7 de marzo  | Zhuhai Challenger Zhuhai, China $50,000+H – Dura – 32S/32Q/16D Cuadro de individuales – Cuadro de dobles                                        | Thomas Fabbiano 5–7, 6–1, 6–3                             | Zhang Ze                              | Yuki Bhambri Jordan Thompson          | Saketh Myneni Franko Škugor Aleksandr Kudriávtsev Márton Fucsovics              |
| 7 de marzo  | Zhuhai Challenger Zhuhai, China $50,000+H – Dura – 32S/32Q/16D Cuadro de individuales – Cuadro de dobles                                        | Gong Maoxin Yi Chu-huan 2–6, 6–1, [10–5]                  | Hsieh Cheng-peng Wu Di                | Yuki Bhambri Jordan Thompson          | Saketh Myneni Franko Škugor Aleksandr Kudriávtsev Márton Fucsovics              |
| 14 de marzo | Irving Tennis Classic Irving, Estados Unidos $125,000+H – Dura – 32S/32Q/16D Cuadro de individuales – Cuadro de dobles                          | Marcel Granollers 6–1, 6–1                                | Aljaž Bedene                          | Jared Donaldson Ivan Dodig            | Andréi Rubliov Frances Tiafoe Lukáš Rosol Diego Schwartzman                     |
| 14 de marzo | Irving Tennis Classic Irving, Estados Unidos $125,000+H – Dura – 32S/32Q/16D Cuadro de individuales – Cuadro de dobles                          | Nicholas Monroe Aisam-ul-Haq Qureshi 6–2, 5–7, [10–4]     | Chris Guccione André Sá               | Jared Donaldson Ivan Dodig            | Andréi Rubliov Frances Tiafoe Lukáš Rosol Diego Schwartzman                     |
| 14 de marzo | Jalisco Open Guadalajara, México $125,000 – Dura – 32S/32Q/16D Cuadro de individuales – Cuadro de dobles                                        | Malek Jaziri 5–7, 6–3, 7–6(7–5)                           | Stéphane Robert                       | Alexander Sarkissian Horacio Zeballos | Alejandro González Dennis Novikov Adrián Menéndez-Maceiras Lucas Pouille        |
| 14 de marzo | Jalisco Open Guadalajara, México $125,000 – Dura – 32S/32Q/16D Cuadro de individuales – Cuadro de dobles                                        | Gero Kretschmer Alexander Satschko 6–3, 4–6, [10–2]       | Santiago González Mate Pavić          | Alexander Sarkissian Horacio Zeballos | Alejandro González Dennis Novikov Adrián Menéndez-Maceiras Lucas Pouille        |
| 14 de marzo | Challenger Banque Nationale de Drummondville Drummondville, Canadá $50,000+H – Dura (i) – 32S/32Q/16D Cuadro de individuales – Cuadro de dobles | Daniel Evans 6–3, 6–4                                     | Edward Corrie                         | Tim van Rijthoven Denis Shapovalov    | Frank Dancevic Peter Polansky Philip Bester Renzo Olivo                         |
| 14 de marzo | Challenger Banque Nationale de Drummondville Drummondville, Canadá $50,000+H – Dura (i) – 32S/32Q/16D Cuadro de individuales – Cuadro de dobles | James Cerretani Max Schnur 3–6, 6–3, [11–9]               | Daniel Evans Lloyd Glasspool          | Tim van Rijthoven Denis Shapovalov    | Frank Dancevic Peter Polansky Philip Bester Renzo Olivo                         |
| 14 de marzo | "GDD CUP" International Challenger Guangzhou Guangzhou, China $50,000+H – Dura – 32S/32Q/16D Cuadro de individuales – Cuadro de dobles          | Nikoloz Basilashvili 6–1, 6–7(6–8), 7–5                   | Lukáš Lacko                           | Zhang Ze Dudi Sela                    | Li Zhe Marsel İlhan Franko Škugor Go Soeda                                      |
| 14 de marzo | "GDD CUP" International Challenger Guangzhou Guangzhou, China $50,000+H – Dura – 32S/32Q/16D Cuadro de individuales – Cuadro de dobles          | Aleksandr Kudriávtsev Denís Molchanov 6–2, 6–2            | Sanchai Ratiwatana Sonchat Ratiwatana | Zhang Ze Dudi Sela                    | Li Zhe Marsel İlhan Franko Škugor Go Soeda                                      |
| 14 de marzo | Kazan Kremlin Cup Kazán, Rusia $40 000+H – Dura (i) – 32S/32Q/16D Cuadro de individuales – Cuadro de dobles                                     | Tobias Kamke 6–4, 6–2                                     | Aslán Karatsev                        | Daniil Medvédev Konstantín Kravchuk   | Iliá Ivashka Karen Jachánov Alexandre Sidorenko Aleksandr Nedoviesov            |
| 14 de marzo | Kazan Kremlin Cup Kazán, Rusia $40 000+H – Dura (i) – 32S/32Q/16D Cuadro de individuales – Cuadro de dobles                                     | Aliaksandr Bury Igor Zelenay 6–2, 4–6, [10–6]             | Konstantín Kravchuk Philipp Oswald    | Daniil Medvédev Konstantín Kravchuk   | Iliá Ivashka Karen Jachánov Alexandre Sidorenko Aleksandr Nedoviesov            |
| 21 de marzo | Gemdale ATP Challenger Shenzhen, China $75,000+H – Dura – 32S/32Q/16D Cuadro de individuales – Cuadro de dobles                                 | Dudi Sela 6–4, 6–3                                        | Wu Di                                 | Thomas Fabbiano Adam Pavlásek         | Jordan Thompson Marsel İlhan Saketh Myneni Peter Gojowczyk                      |
| 21 de marzo | Gemdale ATP Challenger Shenzhen, China $75,000+H – Dura – 32S/32Q/16D Cuadro de individuales – Cuadro de dobles                                 | Luke Saville Jordan Thompson 3–6, 6–4, [12–10]            | Saketh Myneni Jeevan Nedunchezhiyan   | Thomas Fabbiano Adam Pavlásek         | Jordan Thompson Marsel İlhan Saketh Myneni Peter Gojowczyk                      |
| 21 de marzo | San Luis Open Challenger Tour San Luis Potosí, México $50,000+H – Tierra batida – 32S/32Q/16D Cuadro de individuales – Cuadro de dobles         | Peđa Krstin 6–4, 6–2                                      | Marcelo Arévalo                       | Federico Gaio Albert Montañés         | Hans Podlipnik André Ghem Caio Zampieri Mohamed Safwat                          |
| 21 de marzo | San Luis Open Challenger Tour San Luis Potosí, México $50,000+H – Tierra batida – 32S/32Q/16D Cuadro de individuales – Cuadro de dobles         | Marcus Daniell Artem Sitak 6–3, 7–6(7–4)                  | Santiago González Mate Pavić          | Federico Gaio Albert Montañés         | Hans Podlipnik André Ghem Caio Zampieri Mohamed Safwat                          |
| 28 de marzo | Israel Open Ra'anana, Israel $125,000 – Dura – 32S/32Q/16D Cuadro de individuales – Cuadro de dobles                                            | Yevgueni Donskoi 6–4, 6–4                                 | Ričardas Berankis                     | Thomas Fabbiano Dudi Sela             | Marco Chiudinelli Chen Ti Konstantin Kravchuk Amir Weintraub                    |
| 28 de marzo | Israel Open Ra'anana, Israel $125,000 – Dura – 32S/32Q/16D Cuadro de individuales – Cuadro de dobles                                            | Konstantin Kravchuk Denys Molchanov 4–6, 7–6(7–1), [10–4] | Jonathan Erlich Philipp Oswald        | Thomas Fabbiano Dudi Sela             | Marco Chiudinelli Chen Ti Konstantin Kravchuk Amir Weintraub                    |
| 28 de marzo | Torneo Internacional Challenger León León, México $100,000+H – Dura – 32S/32Q/16D Cuadro de individuales – Cuadro de dobles                     | Michael Berrer 6–3, 6–2                                   | João Souza                            | Daniel Nguyen Caio Zampieri           | André Ghem Alejandro González Malek Jaziri Adrián Menéndez-Maceiras             |
| 28 de marzo | Torneo Internacional Challenger León León, México $100,000+H – Dura – 32S/32Q/16D Cuadro de individuales – Cuadro de dobles                     | Santiago González Mate Pavić 6–4, 3–6, [13–11]            | Sam Groth Leander Paes                | Daniel Nguyen Caio Zampieri           | André Ghem Alejandro González Malek Jaziri Adrián Menéndez-Maceiras             |
| 28 de marzo | Open Harmonie mutuelle Saint-Brieuc, Francia €42,500+H – Dura (i) – 32S/32Q/16D Cuadro de individuales – Cuadro de dobles                       | Alexandre Sidorenko 2–6, 6–3, 7–6(7–3)                    | Igor Sijsling                         | Aleksandr Nedovyesov Gleb Sakharov    | Tobias Kamke Federico Gaio Grégoire Barrère Daniel Evans                        |
| 28 de marzo | Open Harmonie mutuelle Saint-Brieuc, Francia €42,500+H – Dura (i) – 32S/32Q/16D Cuadro de individuales – Cuadro de dobles                       | Rameez Junaid Andreas Siljeström 5–7, 7–6(7–4), [10–8]    | James Cerretani Antal van der Duim    | Aleksandr Nedovyesov Gleb Sakharov    | Tobias Kamke Federico Gaio Grégoire Barrère Daniel Evans                        |

### Abril
| Semana de   | Torneo | Campeones                                                          | Finalista                             | Semifinal                            | Cuarto de final                                                             |
| ----------- | --- | ------------------------------------------------------------------ | ------------------------------------- | ------------------------------------ | --------------------------------------------------------------------------- |
| 4 de abril  | Open de Guadeloupe Le Gosier, Guadalupe $100,000+H – Dura – 32S/32Q/16D Cuadro de individuales – Cuadro de dobles                                         | Malek Jaziri 6–2, 6–4                                              | Stefan Kozlov                         | Yoshihito Nishioka Taylor Fritz      | Rajeev Ram Vincent Millot Thiago Monteiro Tatsuma Ito                       |
| 4 de abril  | Open de Guadeloupe Le Gosier, Guadalupe $100,000+H – Dura – 32S/32Q/16D Cuadro de individuales – Cuadro de dobles                                         | James Cerretani Antal van der Duim 6–2, 5–7, [10–8]                | Austin Krajicek Mitchell Krueger      | Yoshihito Nishioka Taylor Fritz      | Rajeev Ram Vincent Millot Thiago Monteiro Tatsuma Ito                       |
| 4 de abril  | Capri Watch Cup Nápoles, Italia €42,500+H – Tierra batida – 32S/32Q/16D Cuadro de individuales – Cuadro de dobles                                         | Jozef Kovalík 6–3, 6–2                                             | Arthur De Greef                       | Marius Copil Gastão Elias            | Roberto Carballés Baena Salvatore Caruso Uladzimir Ignatik Filippo Volandri |
| 4 de abril  | Capri Watch Cup Nápoles, Italia €42,500+H – Tierra batida – 32S/32Q/16D Cuadro de individuales – Cuadro de dobles                                         | Gero Kretschmer Alexander Satschko 6–1, 6–3                        | Matteo Donati Stefano Napolitano      | Marius Copil Gastão Elias            | Roberto Carballés Baena Salvatore Caruso Uladzimir Ignatik Filippo Volandri |
| 11 de abril | Sarasota Open Sarasota, Estados Unidos $100,000 – Tierra batida (Verde) – 32S/32Q/16D Cuadro de individuales – Cuadro de dobles                           | Mischa Zverev 6–4, 7–6                                             | Gerald Melzer                         | Guilherme Clezar Bjorn Fratangelo    | Noah Rubin Quentin Halys Tomas Lipovsek Henri Laaksonen                     |
| 11 de abril | Sarasota Open Sarasota, Estados Unidos $100,000 – Tierra batida (Verde) – 32S/32Q/16D Cuadro de individuales – Cuadro de dobles                           | Facundo Argüello Nicolás Kicker 4–6, 6–4, [10–6]                   | Marcelo Arévalo Sergio Galdós         | Guilherme Clezar Bjorn Fratangelo    | Noah Rubin Quentin Halys Tomas Lipovsek Henri Laaksonen                     |
| 11 de abril | Open Citta' Della Disfida Barletta, Italia €42,500+H – Tierra batida – 32S/32Q/16D Cuadro de individuales – Cuadro de dobles                              | Elias Ymer 7–5, 6–4                                                | Adam Pavlásek                         | Jürgen Zopp Enrique López Pérez      | Rogério Dutra da Silva Gastão Elias Lorenzo Sonego Alessandro Giannessi     |
| 11 de abril | Open Citta' Della Disfida Barletta, Italia €42,500+H – Tierra batida – 32S/32Q/16D Cuadro de individuales – Cuadro de dobles                              | Johan Brunström Andreas Siljestrom 0–6, 6–4, [10–8]                | Flavio Cipolla Rogério Dutra da Silva | Jürgen Zopp Enrique López Pérez      | Rogério Dutra da Silva Gastão Elias Lorenzo Sonego Alessandro Giannessi     |
| 11 de abril | Gwangju Open Gwangju, Corea del Sur $50,000+H – Dura – 32S/32Q/16D Cuadro de individuales – Cuadro de dobles                                              | Ričardas Berankis 6–3, 6–2                                         | Grega Žemlja                          | Wu Di Tatsuma Itō                    | Hong Chung Duckhee Lee Matt Reid Jeremy Jahn                                |
| 11 de abril | Gwangju Open Gwangju, Corea del Sur $50,000+H – Dura – 32S/32Q/16D Cuadro de individuales – Cuadro de dobles                                              | Sanchai Ratiwatana Sonchat Ratiwatana 6–3, 6–2                     | Frederik Nielsen David O'Hare         | Wu Di Tatsuma Itō                    | Hong Chung Duckhee Lee Matt Reid Jeremy Jahn                                |
| 18 de abril | TAC Cup Nanjing Challenger Nanjing, China $50,000+H – Tierra batida – 32S/32Q/16D Cuadro de individuales – Cuadro de dobles                               | Ričardas Berankis 6–3, 6–4                                         | Grega Žemlja                          | Jordan Thompson Aleksandr Nedovyesov | Nicolás Barrientos Jason Jung Daniel Nguyen Rubén Ramírez Hidalgo           |
| 18 de abril | TAC Cup Nanjing Challenger Nanjing, China $50,000+H – Tierra batida – 32S/32Q/16D Cuadro de individuales – Cuadro de dobles                               | Saketh Myneni Jeevan Nedunchezhiyan 6–3, 6–3                       | Denys Molchanov Aleksandr Nedovyesov  | Jordan Thompson Aleksandr Nedovyesov | Nicolás Barrientos Jason Jung Daniel Nguyen Rubén Ramírez Hidalgo           |
| 18 de abril | São Paulo Challenger de Tênis São Paulo, Brasil $50,000+H – Tierra batida – 32S/32Q/16D Cuadro de individuales – Cuadro de dobles                         | Gonzalo Lama 6–2, 6–2                                              | Ernesto Escobedo                      | Thiago Monteiro Christian Lindell    | Juan Ignacio Londero Marco Bortolotti José Pereira Marcelo Arévalo          |
| 18 de abril | São Paulo Challenger de Tênis São Paulo, Brasil $50,000+H – Tierra batida – 32S/32Q/16D Cuadro de individuales – Cuadro de dobles                         | Fabrício Neis Caio Zampieri 6–4, 7–6(7–3)                          | José Pereira Alexandre Tsuchiya       | Thiago Monteiro Christian Lindell    | Juan Ignacio Londero Marco Bortolotti José Pereira Marcelo Arévalo          |
| 18 de abril | ATP Challenger Torino Turin, Italia €42,500+H – Tierra batida – 32S/32Q/16D Cuadro de individuales – Cuadro de dobles                                     | Gastão Elias 3–6, 6–4, 6–2                                         | Enrique López-Pérez                   | Filippo Volandri Laslo Djere         | Blaž Rola Kimmer Coppejans Hans Podlipnik Edoardo Eremin                    |
| 18 de abril | ATP Challenger Torino Turin, Italia €42,500+H – Tierra batida – 32S/32Q/16D Cuadro de individuales – Cuadro de dobles                                     | Andrej Martin Hans Podlipnik 4-6, 7-6 (3), [12–10]                 | Rameez Junaid Mateusz Kowalczyk       | Filippo Volandri Laslo Djere         | Blaž Rola Kimmer Coppejans Hans Podlipnik Edoardo Eremin                    |
| 18 de abril | St. Joseph's/Candler Savannah Challenger Savannah, Estados Unidos $50,000 – Tierra batida (Verde) – 32S/32Q/16D Cuadro de individuales – Cuadro de dobles | Bjorn Fratangelo 6–1, 6–3                                          | Jared Donaldson                       | Denis Kudla Donald Young             | Nicolás Jarry Frances Tiafoe Gerald Melzer Nicolás Kicker                   |
| 18 de abril | St. Joseph's/Candler Savannah Challenger Savannah, Estados Unidos $50,000 – Tierra batida (Verde) – 32S/32Q/16D Cuadro de individuales – Cuadro de dobles | Brian Baker Ryan Harrison 5–7, 7–6(7–4), [10–8]                    | Purav Raja Divij Sharan               | Denis Kudla Donald Young             | Nicolás Jarry Frances Tiafoe Gerald Melzer Nicolás Kicker                   |
| 25 de abril | Kunming Open Anning, China $100,000 – Tierra batida – 32S/32Q/16D Cuadro de individuales – Cuadro de dobles                                               | Jordan Thompson 6–3, 6–2                                           | Mathias Bourgue                       | Saketh Myneni Aleksandr Nedovyesov   | Andrew Whittington Arthur De Greef Bastian Trinker Rubén Ramírez Hidalgo    |
| 25 de abril | Kunming Open Anning, China $100,000 – Tierra batida – 32S/32Q/16D Cuadro de individuales – Cuadro de dobles                                               | Bai Yan Riccardo Ghedin 4–6, 6–3, [10–6]                           | Denys Molchanov Aleksandr Nedovyesov  | Saketh Myneni Aleksandr Nedovyesov   | Andrew Whittington Arthur De Greef Bastian Trinker Rubén Ramírez Hidalgo    |
| 25 de abril | Santaizi ATP Challenger Taipéi, Taiwán $75,000+H – Carpet (i) – 32S/32Q/16D Cuadro de individuales – Cuadro de dobles                                     | Daniel Evans 3–6, 6–4, 6–4                                         | Konstantin Kravchuk                   | Ričardas Berankis Liam Broady        | Sergiy Stakhovsky Marinko Matosevic Tatsuma Ito Amir Weintraub              |
| 25 de abril | Santaizi ATP Challenger Taipéi, Taiwán $75,000+H – Carpet (i) – 32S/32Q/16D Cuadro de individuales – Cuadro de dobles                                     | Hsieh Cheng-peng Yang Tsung-hua 7–6(8–6), 6–4                      | Frederik Nielsen David O'Hare         | Ričardas Berankis Liam Broady        | Sergiy Stakhovsky Marinko Matosevic Tatsuma Ito Amir Weintraub              |
| 25 de abril | Prosperita Open Ostrava, República Checa €42,500 – Tierra batida – 32S/32Q/16D Cuadro de individuales – Cuadro de dobles                                  | Constant Lestienne 6–7(5–7), 6–1, 6–2                              | Zdeněk Kolář                          | Marek Michalička Stefano Napolitano  | Jordi Samper-Montaña Laslo Djere Jürgen Zopp Grégoire Barrère               |
| 25 de abril | Prosperita Open Ostrava, República Checa €42,500 – Tierra batida – 32S/32Q/16D Cuadro de individuales – Cuadro de dobles                                  | Sander Arends Tristan-Samuel Weissborn 7–6(10–8), 6–7(4–7), [10–5] | Lukáš Dlouhý Hans Podlipnik           | Marek Michalička Stefano Napolitano  | Jordi Samper-Montaña Laslo Djere Jürgen Zopp Grégoire Barrère               |
| 25 de abril | Tallahassee Tennis Challenger Tallahassee, Estados Unidos $50,000 – Tierra batida (Verde) – 32S/32Q/16D Cuadro de individuales – Cuadro de dobles         | Quentin Halys 6–7(6–8), 6–4, 6–2                                   | Frances Tiafoe                        | Ryan Harrison James McGee            | Donald Young Noah Rubin James Ward Stefan Kozlov                            |
| 25 de abril | Tallahassee Tennis Challenger Tallahassee, Estados Unidos $50,000 – Tierra batida (Verde) – 32S/32Q/16D Cuadro de individuales – Cuadro de dobles         | Dennis Novikov Julio Peralta 3–6, 6–4, [12–10]                     | Peter Luczak Marc Polmans             | Ryan Harrison James McGee            | Donald Young Noah Rubin James Ward Stefan Kozlov                            |

### Mayo
| Semana de  | Torneo | Campeones                                            | Finalista                              | Semifinal                           | Cuarto de final                                                   |
| ---------- | --- | ---------------------------------------------------- | -------------------------------------- | ----------------------------------- | ----------------------------------------------------------------- |
| 2 de mayo  | Open du Pays d'Aix Aix-en-Provence, Francia €85,000+H – Tierra batida – 32S/32Q/16D Cuadro de individuales – Cuadro de dobles              | Thiago Monteiro 4–6, 6–4, 6–1                        | Carlos Berlocq                         | Elias Ymer Renzo Olivo              | Lukáš Rosol Rogério Dutra Silva Tristan Lamasine Marek Michalička |
| 2 de mayo  | Open du Pays d'Aix Aix-en-Provence, Francia €85,000+H – Tierra batida – 32S/32Q/16D Cuadro de individuales – Cuadro de dobles              | Oliver Marach Philipp Oswald 6–1, 4–6, [10–7]        | Guillermo Durán Máximo González        | Elias Ymer Renzo Olivo              | Lukáš Rosol Rogério Dutra Silva Tristan Lamasine Marek Michalička |
| 2 de mayo  | Busan Open Busan, Corea del sur $100,000+H – Dura – 32S/32Q/16D Cuadro de individuales – Cuadro de dobles                                  | Konstantin Kravchuk 6–4, 6–4                         | Daniel Evans                           | Grega Žemlja John Millman           | Marco Chiudinelli Marinko Matosevic Yūichi Sugita Liam Broady     |
| 2 de mayo  | Busan Open Busan, Corea del sur $100,000+H – Dura – 32S/32Q/16D Cuadro de individuales – Cuadro de dobles                                  | Sam Groth Leander Paes 4–6, 6–1, [10–7]              | Sanchai Ratiwatana Sonchat Ratiwatana  | Grega Žemlja John Millman           | Marco Chiudinelli Marinko Matosevic Yūichi Sugita Liam Broady     |
| 2 de mayo  | Karshi Challenger Qarshi, Uzbekistán $50,000+H – Dura – 32S/32Q/16D Cuadro de individuales – Cuadro de dobles                              | Marko Tepavac 2–6, 6–3, 7–6(7–4)                     | Dudi Sela                              | Radu Albot Ilia Ivashka             | Dmitry Popko Maxim Dubarenco Steven Diez Karen Jachanov           |
| 2 de mayo  | Karshi Challenger Qarshi, Uzbekistán $50,000+H – Dura – 32S/32Q/16D Cuadro de individuales – Cuadro de dobles                              | Enrique López-Pérez Jeevan Nedunchezhiyan 6–1, 6–4   | Aleksandre Metreveli Dmitry Popko      | Radu Albot Ilia Ivashka             | Dmitry Popko Maxim Dubarenco Steven Diez Karen Jachanov           |
| 2 de mayo  | Garden Open Roma, Italia €42,500+H – Tierra batida – 32S/32Q/16D Cuadro de individuales – Cuadro de dobles                                 | Kyle Edmund 7–6(7–2), 6–0                            | Filip Krajinović                       | Jiří Veselý Filippo Volandri        | Tobias Kamke Andrea Pellegrino Marco Trungelliti Blaž Rola        |
| 2 de mayo  | Garden Open Roma, Italia €42,500+H – Tierra batida – 32S/32Q/16D Cuadro de individuales – Cuadro de dobles                                 | Bai Yan Li Zhe 6–3, 3–6, [11–9]                      | Sander Arends Tristan-Samuel Weissborn | Jiří Veselý Filippo Volandri        | Tobias Kamke Andrea Pellegrino Marco Trungelliti Blaž Rola        |
| 9 de mayo  | BNP Paribas Primrose Bordeaux Bordeaux, Francia €85,000+H – Tierra batida – 32S/32Q/16D Cuadro de individuales – Cuadro de dobles          | Rogério Dutra Silva 6–3, 6–1                         | Bjorn Fratangelo                       | Máximo González Elias Ymer          | Steve Darcis André Ghem Daniil Medvedev Jonathan Eysseric         |
| 9 de mayo  | BNP Paribas Primrose Bordeaux Bordeaux, Francia €85,000+H – Tierra batida – 32S/32Q/16D Cuadro de individuales – Cuadro de dobles          | Johan Brunström Andreas Siljeström 6–1, 3–6, [10–4]  | Guillermo Durán Máximo González        | Máximo González Elias Ymer          | Steve Darcis André Ghem Daniil Medvedev Jonathan Eysseric         |
| 9 de mayo  | Lecoq Seoul Open Seoul, Corea del sur $100,000+H – Dura – 32S/32Q/16D Cuadro de individuales – Cuadro de dobles                            | Sergiy Stakhovsky 4–6, 6–3, 7–6(9–7)                 | Lu Yen-hsun                            | Lukáš Lacko Alexander Kudryavtsev   | John Millman Jason Jung Sam Groth Lee Duck-hee                    |
| 9 de mayo  | Lecoq Seoul Open Seoul, Corea del sur $100,000+H – Dura – 32S/32Q/16D Cuadro de individuales – Cuadro de dobles                            | Matt Reid John-Patrick Smith 6–3, 7–5                | Gong Maoxin Yi Chu-huan                | Lukáš Lacko Alexander Kudryavtsev   | John Millman Jason Jung Sam Groth Lee Duck-hee                    |
| 9 de mayo  | Heilbronner Neckarcup Heilbronn, Alemania €64,000+H – Tierra batida – 32S/32Q/16D Cuadro de individuales – Cuadro de dobles                | Nikoloz Basilashvili 6–4, 7–6(7–3)                   | Jan-Lennard Struff                     | Jozef Kovalík Albert Montañés       | Carlos Berlocq Igor Sijsling Yannik Reuter Florian Mayer          |
| 9 de mayo  | Heilbronner Neckarcup Heilbronn, Alemania €64,000+H – Tierra batida – 32S/32Q/16D Cuadro de individuales – Cuadro de dobles                | Sander Arends Tristan-Samuel Weissborn 6–3, 6–4      | Nikola Mektić Antonio Šančić           | Jozef Kovalík Albert Montañés       | Carlos Berlocq Igor Sijsling Yannik Reuter Florian Mayer          |
| 9 de mayo  | Samarkand Challenger Samarkand, Uzbekistán $50,000+H – Tierra batida – 32S/32Q/16D Cuadro de individuales – Cuadro de dobles               | Karen Jachanov 6–1, 6–7(6–8), 6–1                    | Rubén Ramírez Hidalgo                  | Agustín Velotti Ramkumar Ramanathan | Ilia Ivashka Frederico Ferreira Silva Amir Weintraub Radu Albot   |
| 9 de mayo  | Samarkand Challenger Samarkand, Uzbekistán $50,000+H – Tierra batida – 32S/32Q/16D Cuadro de individuales – Cuadro de dobles               | Denis Matsukevich Andrei Vasilevski 6–4, 5–7, [10–5] | Hsieh Cheng-peng Yang Tsung-hua        | Agustín Velotti Ramkumar Ramanathan | Ilia Ivashka Frederico Ferreira Silva Amir Weintraub Radu Albot   |
| 16 de mayo | KPN Renewables Bangkok Open Bangkok, Tailandia $50,000+H – Dura – 32S/32Q/16D Cuadro de individuales – Cuadro de dobles                    | James Duckworth 7–6(7–5), 6–4                        | Sam Barry                              | Alexander Ward Alexander Sarkissian | Mitchell Krueger Zhang Ze Lloyd Glasspool Lu Yen-hsun             |
| 16 de mayo | KPN Renewables Bangkok Open Bangkok, Tailandia $50,000+H – Dura – 32S/32Q/16D Cuadro de individuales – Cuadro de dobles                    | Chen Ti Jason Jung 6–4, 3–6, [10–8]                  | Dean O'Brien Ruan Roelofse             | Alexander Ward Alexander Sarkissian | Mitchell Krueger Zhang Ze Lloyd Glasspool Lu Yen-hsun             |
| 16 de mayo | Venice Challenge Save Cup Mestre, Italia €42,500 – Tierra batida – 32S/32Q/16D Cuadro de individuales – Cuadro de dobles                   | Gastão Elias 7–6(7–0), 6–2                           | Horacio Zeballos                       | Paolo Lorenzi Joris De Loore        | Dennis Novak Matteo Viola Gianluca Mager Dušan Lajović            |
| 16 de mayo | Venice Challenge Save Cup Mestre, Italia €42,500 – Tierra batida – 32S/32Q/16D Cuadro de individuales – Cuadro de dobles                   | Fabrício Neis Caio Zampieri 7–6(7–3), 4–6, [12–10]   | Kevin Krawietz Dino Marcan             | Paolo Lorenzi Joris De Loore        | Dennis Novak Matteo Viola Gianluca Mager Dušan Lajović            |
| 23 de mayo | Internazionali di Tennis Citta' di Vicenza Vicenza, Italia €42,500 – Tierra batida – 32S/32Q/16D Cuadro de individuales – Cuadro de dobles | Guido Andreozzi 6–0, ret.                            | Pere Riba                              | Gastão Elias Edoardo Eremin         | Nicolás Kicker Daniel Gimeno-Traver Stefan Kozlov Andrey Golubev  |
| 23 de mayo | Internazionali di Tennis Citta' di Vicenza Vicenza, Italia €42,500 – Tierra batida – 32S/32Q/16D Cuadro de individuales – Cuadro de dobles | Andrey Golubev Nikola Mektić 6–3, 6–3                | Gastão Elias Fabrício Neis             | Gastão Elias Edoardo Eremin         | Nicolás Kicker Daniel Gimeno-Traver Stefan Kozlov Andrey Golubev  |
| 30 de mayo | UniCredit Czech Open Prostějov, República Checa €106,500+H – Tierra batida – 32S/32Q/16D Cuadro de individuales – Cuadro de dobles         | Mikhail Kukushkin 6–1, 6–2                           | Márton Fucsovics                       | Íñigo Cervantes Karen Jachanov      | Ričardas Berankis Adam Pavlásek Jiří Veselý Lukáš Rosol           |
| 30 de mayo | UniCredit Czech Open Prostějov, República Checa €106,500+H – Tierra batida – 32S/32Q/16D Cuadro de individuales – Cuadro de dobles         | Aliaksandr Bury Igor Zelenay 6–4, 6–4                | Julio Peralta Hans Podlipnik           | Íñigo Cervantes Karen Jachanov      | Ričardas Berankis Adam Pavlásek Jiří Veselý Lukáš Rosol           |
| 30 de mayo | Franken Challenge Fürth, Alemania €42,500+H – Tierra batida – 32S/32Q/16D Cuadro de individuales – Cuadro de dobles                        | Radu Albot 6–3, 6–4                                  | Jan-Lennard Struff                     | Máximo González Tobias Kamke        | Gerald Melzer Jozef Kovalík Albert Montañés Thiago Monteiro       |
| 30 de mayo | Franken Challenge Fürth, Alemania €42,500+H – Tierra batida – 32S/32Q/16D Cuadro de individuales – Cuadro de dobles                        | Facundo Argüello Roberto Maytín 6–3, 6–4             | Andrej Martin Tristan-Samuel Weissborn | Máximo González Tobias Kamke        | Gerald Melzer Jozef Kovalík Albert Montañés Thiago Monteiro       |
| 30 de mayo | Aegon Manchester Trophy Manchester, Reino Unido €42,500 – Césped – 32S/32Q/16D Cuadro de individuales – Cuadro de dobles                   | Dustin Brown 7–6(7–5), 6–1                           | Lu Yen-hsun                            | Denis Kudla Peter Gojowczyk         | Sam Groth Sergiy Stakhovsky Alexander Ward James Ward             |
| 30 de mayo | Aegon Manchester Trophy Manchester, Reino Unido €42,500 – Césped – 32S/32Q/16D Cuadro de individuales – Cuadro de dobles                   | Purav Raja Divij Sharan 6–3, 3–6, [11–9]             | Ken Skupski Neal Skupski               | Denis Kudla Peter Gojowczyk         | Sam Groth Sergiy Stakhovsky Alexander Ward James Ward             |

### Junio
| Semana de   | Torneo | Campeones                                                  | Finalista                                 | Semifinal                            | Cuarto de final                                                              |
| ----------- | --- | ---------------------------------------------------------- | ----------------------------------------- | ------------------------------------ | ---------------------------------------------------------------------------- |
| 6 de junio  | Città di Caltanissetta Caltanissetta, Italia €106,500+H – Tierra batida – 32S/32Q/16D Cuadro de individuales – Cuadro de dobles       | Paolo Lorenzi 6–3, 4–6, 7–6(9–7)                           | Matteo Donati                             | Alessandro Giannessi Guido Andreozzi | Gonzalo Lama Marcelo Arévalo Enrique López-Pérez Gianluigi Quinzi            |
| 6 de junio  | Città di Caltanissetta Caltanissetta, Italia €106,500+H – Tierra batida – 32S/32Q/16D Cuadro de individuales – Cuadro de dobles       | Guido Andreozzi Andrés Molteni 6–1, 6–2                    | Marcelo Arévalo Miguel Ángel Reyes-Varela | Alessandro Giannessi Guido Andreozzi | Gonzalo Lama Marcelo Arévalo Enrique López-Pérez Gianluigi Quinzi            |
| 6 de junio  | Open Sopra Steria de Lyon Lyon, Francia €64,000+H – Tierra batida – 32S/32Q/16D Cuadro de individuales – Cuadro de dobles             | Steve Darcis 3–6, 6–2, 6–0                                 | Thiago Monteiro                           | João Souza Grégoire Barrère          | Kimmer Coppejans Carlos Berlocq Tommy Paul Henri Laaksonen                   |
| 6 de junio  | Open Sopra Steria de Lyon Lyon, Francia €64,000+H – Tierra batida – 32S/32Q/16D Cuadro de individuales – Cuadro de dobles             | Grégoire Barrère Tristan Lamasine 2–6, 6–3, [10–6]         | Jonathan Eysseric Franko Škugor           | João Souza Grégoire Barrère          | Kimmer Coppejans Carlos Berlocq Tommy Paul Henri Laaksonen                   |
| 6 de junio  | Hoff Open Moscú, Rusia $75,000+H – Tierra batida – 32S/32Q/16D Cuadro de individuales – Cuadro de dobles                              | Mikhail Kukushkin 6–3, 6–3                                 | Steven Diez                               | Emilio Gómez Karen Jachanov          | Aleksandr Nedovyesov Alexander Bublik Dmitry Popko Miki Janković             |
| 6 de junio  | Hoff Open Moscú, Rusia $75,000+H – Tierra batida – 32S/32Q/16D Cuadro de individuales – Cuadro de dobles                              | Facundo Argüello Roberto Maytín 6–2, 7–5                   | Aleksandre Metreveli Dmitry Popko         | Emilio Gómez Karen Jachanov          | Aleksandr Nedovyesov Alexander Bublik Dmitry Popko Miki Janković             |
| 6 de junio  | Prague Open Praga, República Checa €42,500+H – Tierra batida – 32S/32Q/16D Cuadro de individuales – Cuadro de dobles                  | Adam Pavlásek 6–4, 3–6, 6–3                                | Stéphane Robert                           | Jozef Kovalík Dennis Novak           | Lukáš Rosol Cedrik-Marcel Stebe Jürgen Zopp Rogério Dutra Silva              |
| 6 de junio  | Prague Open Praga, República Checa €42,500+H – Tierra batida – 32S/32Q/16D Cuadro de individuales – Cuadro de dobles                  | Tomasz Bednarek Nikola Mektić 6–4, 5–7, [10–7]             | Zdeněk Kolář Matěj Vocel                  | Jozef Kovalík Dennis Novak           | Lukáš Rosol Cedrik-Marcel Stebe Jürgen Zopp Rogério Dutra Silva              |
| 6 de junio  | Aegon Surbiton Trophy Surbiton, Reino Unido €42,500 – Césped – 32S/32Q/16D Cuadro de individuales – Cuadro de dobles                  | Lu Yen-hsun 7–5, 7–6(13–11)                                | Marius Copil                              | Bjorn Fratangelo Jordan Thompson     | Tobias Kamke Frances Tiafoe Luke Saville Dustin Brown                        |
| 6 de junio  | Aegon Surbiton Trophy Surbiton, Reino Unido €42,500 – Césped – 32S/32Q/16D Cuadro de individuales – Cuadro de dobles                  | Purav Raja Divij Sharan 6–4, 7–6(7–3)                      | Ken Skupski Neal Skupski                  | Bjorn Fratangelo Jordan Thompson     | Tobias Kamke Frances Tiafoe Luke Saville Dustin Brown                        |
| 13 de junio | Blu-Express.com Tennis Cup Perugia, Italia €42,500+H – Tierra batida – 32S/32Q/16D Cuadro de individuales – Cuadro de dobles          | Nicolás Kicker 2–6, 6–3, 6–0                               | Blaž Rola                                 | Juan Ignacio Londero Elias Ymer      | Rogério Dutra Silva Guido Andreozzi Marco Cecchinato Roberto Carballés Baena |
| 13 de junio | Blu-Express.com Tennis Cup Perugia, Italia €42,500+H – Tierra batida – 32S/32Q/16D Cuadro de individuales – Cuadro de dobles          | Rogério Dutra Silva Andrés Molteni 7–5, 6–3                | Nicolás Barrientos Fabrício Neis          | Juan Ignacio Londero Elias Ymer      | Rogério Dutra Silva Guido Andreozzi Marco Cecchinato Roberto Carballés Baena |
| 13 de junio | Poprad-Tatry ATP Challenger Tour Poprad, Eslovaquia €42,500+H – Tierra batida – 32S/32Q/16D Cuadro de individuales – Cuadro de dobles | Horacio Zeballos 6–3, 6–4                                  | Gerald Melzer                             | Martin Kližan Andrej Martin          | Adam Pavlásek Rubén Ramírez Hidalgo Kimmer Coppejans Jozef Kovalík           |
| 13 de junio | Poprad-Tatry ATP Challenger Tour Poprad, Eslovaquia €42,500+H – Tierra batida – 32S/32Q/16D Cuadro de individuales – Cuadro de dobles | Ariel Behar Andrey Golubev 6–2, 5–7, [10–5]                | Lukáš Dlouhý Andrej Martin                | Martin Kližan Andrej Martin          | Adam Pavlásek Rubén Ramírez Hidalgo Kimmer Coppejans Jozef Kovalík           |
| 13 de junio | Fergana Challenger Fergana, Uzbekistán $50,000+H – Dura – 32S/32Q/16D Cuadro de individuales – Cuadro de dobles                       | Radu Albot 6–4, 6–2                                        | Konstantin Kravchuk                       | Nikola Milojević Lee Duck-hee        | Ilia Ivashka Alexander Kudryavtsev Dmitry Popko Shuichi Sekiguchi            |
| 13 de junio | Fergana Challenger Fergana, Uzbekistán $50,000+H – Dura – 32S/32Q/16D Cuadro de individuales – Cuadro de dobles                       | Yannick Jankovits Luca Margaroli 6–4, 7–6(7–4)             | Toshihide Matsui Vishnu Vardhan           | Nikola Milojević Lee Duck-hee        | Ilia Ivashka Alexander Kudryavtsev Dmitry Popko Shuichi Sekiguchi            |
| 13 de junio | Internationaux de Tennis de BLOIS Blois, Francia €42,500+H – Tierra batida – 32S/32Q/16D Cuadro de individuales – Cuadro de dobles    | Carlos Berlocq 6–2, 6–0                                    | Steve Darcis                              | Antal van der Duim Grégoire Barrère  | Zhang Ze Andreas Beck Miljan Zekić Scott Griekspoor                          |
| 13 de junio | Internationaux de Tennis de BLOIS Blois, Francia €42,500+H – Tierra batida – 32S/32Q/16D Cuadro de individuales – Cuadro de dobles    | Alexander Satschko Simon Stadler 6–3, 7–6(7–2)             | Gong Maoxin Yasutaka Uchiyama             | Antal van der Duim Grégoire Barrère  | Zhang Ze Andreas Beck Miljan Zekić Scott Griekspoor                          |
| 13 de junio | Aegon Ilkley Trophy Ilkley, Reino Unido €42,500 – Césped – 32S/32Q/16D Cuadro de individuales – Cuadro de dobles                      | Lu Yen-hsun 7–6(7–4), 6–2                                  | Vincent Millot                            | Brydan Klein Michał Przysiężny       | Jordan Thompson Ryan Harrison Quentin Halys Renzo Olivo                      |
| 13 de junio | Aegon Ilkley Trophy Ilkley, Reino Unido €42,500 – Césped – 32S/32Q/16D Cuadro de individuales – Cuadro de dobles                      | Wesley Koolhof Matwé Middelkoop 7–6(7–5), 0–6, [10–8]      | Marcelo Demoliner Aisam-ul-Haq Qureshi    | Brydan Klein Michał Przysiężny       | Jordan Thompson Ryan Harrison Quentin Halys Renzo Olivo                      |
| 20 de junio | Aspria Tennis Cup Milán, Italia €42,500 – Tierra batida – 32S/32Q/16D Cuadro de individuales – Cuadro de dobles                       | Marco Cecchinato 6–2, 6–2                                  | Laslo Djere                               | Carlos Berlocq Daniel Gimeno-Traver  | Arthur De Greef Miljan Zekić Matteo Donati Gastão Elias                      |
| 20 de junio | Aspria Tennis Cup Milán, Italia €42,500 – Tierra batida – 32S/32Q/16D Cuadro de individuales – Cuadro de dobles                       | Miguel Ángel Reyes-Varela Max Schnur 1–6, 7–6(7–4), [10–5] | Alessandro Motti Peng Hsien-yin           | Carlos Berlocq Daniel Gimeno-Traver  | Arthur De Greef Miljan Zekić Matteo Donati Gastão Elias                      |
| 27 de junio | Marburg Open Marburg, Alemania €42,500+H – Tierra batida – 32S/32Q/16D Cuadro de individuales – Cuadro de dobles                      | Jan Šátral 6–2, 6–4                                        | Marco Trungelliti                         | Daniel Brands Yannik Reuter          | Nicolás Kicker Dimitar Kuzmanov Andrea Arnaboldi Daniel Gimeno-Traver        |
| 27 de junio | Marburg Open Marburg, Alemania €42,500+H – Tierra batida – 32S/32Q/16D Cuadro de individuales – Cuadro de dobles                      | James Cerretani Philipp Oswald 6–3, 6–2                    | Miguel Ángel Reyes-Varela Max Schnur      | Daniel Brands Yannik Reuter          | Nicolás Kicker Dimitar Kuzmanov Andrea Arnaboldi Daniel Gimeno-Traver        |

### Julio
| Semana de   | Torneo | Campeones                                            | Finalista                                | Semifinal                          | Cuarto de final                                                            |
| ----------- | --- | ---------------------------------------------------- | ---------------------------------------- | ---------------------------------- | -------------------------------------------------------------------------- |
| 4 de julio  | Sparkassen Open Braunschweig, Alemania €106,500+H – Tierra batida – 32S/32Q/16D Cuadro de individuales – Cuadro de dobles                     | Thomaz Bellucci 6–1, 1–6, 6–3                        | Íñigo Cervantes                          | Teimuraz Gabashvili Tobias Kamke   | Nikoloz Basilashvili Taro Daniel Radu Albot Mischa Zverev                  |
| 4 de julio  | Sparkassen Open Braunschweig, Alemania €106,500+H – Tierra batida – 32S/32Q/16D Cuadro de individuales – Cuadro de dobles                     | James Cerretani Philipp Oswald 4–6, 7–6(7–5), [10–2] | Mateusz Kowalczyk Antonio Šančić         | Teimuraz Gabashvili Tobias Kamke   | Nikoloz Basilashvili Taro Daniel Radu Albot Mischa Zverev                  |
| 4 de julio  | Nielsen Pro Tennis Championships Winnetka, Estados Unidos $50,000 – Dura – 32S/32Q/16D Cuadro de individuales – Cuadro de dobles              | Yoshihito Nishioka 6–3, 6–2                          | Frances Tiafoe                           | Go Soeda Peter Gojowczyk           | Alexander Sarkissian Frank Dancevic Mitchell Krueger Alex Kuznetsov        |
| 4 de julio  | Nielsen Pro Tennis Championships Winnetka, Estados Unidos $50,000 – Dura – 32S/32Q/16D Cuadro de individuales – Cuadro de dobles              | Stefan Kozlov John-Patrick Smith 6–3, 6–3            | Sekou Bangoura David O'Hare              | Go Soeda Peter Gojowczyk           | Alexander Sarkissian Frank Dancevic Mitchell Krueger Alex Kuznetsov        |
| 4 de julio  | Båstad Challenger Båstad, Suecia €42,500+H – Tierra batida – 32S/32Q/16D Cuadro de individuales – Cuadro de dobles                            | Horacio Zeballos 6–3, 6–4                            | Roberto Carballés Baena                  | Carl Söderlund Carlos Berlocq      | Henri Laaksonen Daniel Gimeno-Traver Albert Montañés Marko Tepavac         |
| 4 de julio  | Båstad Challenger Båstad, Suecia €42,500+H – Tierra batida – 32S/32Q/16D Cuadro de individuales – Cuadro de dobles                            | Isak Arvidsson Fred Simonsson 6–3, 7–5               | Johan Brunström Andreas Siljeström       | Carl Söderlund Carlos Berlocq      | Henri Laaksonen Daniel Gimeno-Traver Albert Montañés Marko Tepavac         |
| 4 de julio  | Internazionali di Tennis dell'Umbria Todi, Italia €42,500+H – Tierra batida (Verde) – 32S/32Q/16D Cuadro de individuales – Cuadro de dobles   | Miljan Zekić 6–7(6-8), 6–4, 6–3                      | Stefano Napolitano                       | Marco Trungelliti Marco Cecchinato | Andrej Martin Luca Vanni Márton Fucsovics Alessandro Giannessi             |
| 4 de julio  | Internazionali di Tennis dell'Umbria Todi, Italia €42,500+H – Tierra batida (Verde) – 32S/32Q/16D Cuadro de individuales – Cuadro de dobles   | Marcelo Demoliner Fabricio Neis 6–1, 3–6, [10–5]     | Salvatore Caruso Alessandro Giannessi    | Marco Trungelliti Marco Cecchinato | Andrej Martin Luca Vanni Márton Fucsovics Alessandro Giannessi             |
| 4 de julio  | Seguros Bolívar Open Cali Cali, Colombia $50,000+H – Tierra batida – 32S/32Q/16D Cuadro de individuales – Cuadro de dobles                    | Darian King 5–7, 6–4, 7–5                            | Víctor Estrella                          | Federico Coria José Hernández      | Nicolás Barrientos Marcelo Barrios João Souza Cristian Rodríguez           |
| 4 de julio  | Seguros Bolívar Open Cali Cali, Colombia $50,000+H – Tierra batida – 32S/32Q/16D Cuadro de individuales – Cuadro de dobles                    | Nicolás Jarry Hans Podlipnik 6–1, 7–6                | Erik Crepaldi Daniel Dutra da Silva      | Federico Coria José Hernández      | Nicolás Barrientos Marcelo Barrios João Souza Cristian Rodríguez           |
| 11 de julio | Winnipeg National Bank Challenger Winnipeg, Canadá $75,000 – Dura – 32S/32Q/16D Cuadro de individuales – Cuadro de dobles                     | Max Purcell 3–6, 7–6(8–6), 5–1 retiro                | Andrew Whittington                       | Li Zhe Kwon Soon-woo               | Takuto Niki Edan Leshem Yang Tsung-hua Kim Cheong-eui                      |
| 11 de julio | Winnipeg National Bank Challenger Winnipeg, Canadá $75,000 – Dura – 32S/32Q/16D Cuadro de individuales – Cuadro de dobles                     | Hsieh Cheng-peng Yang Tsung-hua Walkover             | Nicolás Barrientos Ruben Gonzales        | Li Zhe Kwon Soon-woo               | Takuto Niki Edan Leshem Yang Tsung-hua Kim Cheong-eui                      |
| 11 de julio | San Benedetto Tennis Cup San Benedetto del Tronto, Italia €42,500+H – Tierra batida – 32S/32Q/16D Cuadro de individuales – Cuadro de dobles   | Darian King 6–2, 6–3                                 | Mitchell Krueger                         | Ramkumar Ramanathan Andrey Golubev | Brydan Klein Hiroki Moriya Stefan Kozlov Lloyd Glasspool                   |
| 11 de julio | San Benedetto Tennis Cup San Benedetto del Tronto, Italia €42,500+H – Tierra batida – 32S/32Q/16D Cuadro de individuales – Cuadro de dobles   | Matt Reid John-Patrick Smith 6–4, 6–2                | Liam Broady Guilherme Clezar             | Ramkumar Ramanathan Andrey Golubev | Brydan Klein Hiroki Moriya Stefan Kozlov Lloyd Glasspool                   |
| 11 de julio | Poznań Open Poznań, Polonia €42,500+H – Tierra batida – 32S/32Q/16D Cuadro de individuales – Cuadro de dobles                                 | Illya Marchenko 6–4, 6–4                             | Ilia Ivashka                             | Yevgueni Donskoi Márton Fucsovics  | Luca Vanni Adrián Menéndez-Maceiras Ruben Bemelmans Alessandro Bega        |
| 11 de julio | Poznań Open Poznań, Polonia €42,500+H – Tierra batida – 32S/32Q/16D Cuadro de individuales – Cuadro de dobles                                 | Kevin Krawietz Albano Olivetti 6–3, 7–6(7–4)         | Ruben Bemelmans Adrián Menéndez-Maceiras | Yevgueni Donskoi Márton Fucsovics  | Luca Vanni Adrián Menéndez-Maceiras Ruben Bemelmans Alessandro Bega        |
| 18 de julio | Gimcheon Open ATP Challenger Gimcheon, Corea del Sur $50,000 – Dura – 32S/32Q/16D Cuadro de individuales – Cuadro de dobles                   | Kimmer Coppejans 6–4, 3–6, 7–5                       | Aslan Karatsev                           | Rubén Ramírez Hidalgo Pedro Sousa  | Markus Eriksson Gleb Sakharov João Souza Hubert Hurkacz                    |
| 18 de julio | Gimcheon Open ATP Challenger Gimcheon, Corea del Sur $50,000 – Dura – 32S/32Q/16D Cuadro de individuales – Cuadro de dobles                   | David Pérez Sanz Max Schnur 6–4, 6–4                 | Steven De Waard Andreas Mies             | Rubén Ramírez Hidalgo Pedro Sousa  | Markus Eriksson Gleb Sakharov João Souza Hubert Hurkacz                    |
| 18 de julio | Levene Gouldin & Thompson Tennis Challenger Binghamton, Estados Unidos $50,000 – Dura – 32S/32Q/16D Cuadro de individuales – Cuadro de dobles | Darian King 6–2, 6–3                                 | Mitchell Krueger                         | Ramkumar Ramanathan Andrey Golubev | Brydan Klein Hiroki Moriya Stefan Kozlov Lloyd Glasspool                   |
| 18 de julio | Levene Gouldin & Thompson Tennis Challenger Binghamton, Estados Unidos $50,000 – Dura – 32S/32Q/16D Cuadro de individuales – Cuadro de dobles | Matt Reid John-Patrick Smith 6–4, 6–2                | Liam Broady Guilherme Clezar             | Ramkumar Ramanathan Andrey Golubev | Brydan Klein Hiroki Moriya Stefan Kozlov Lloyd Glasspool                   |
| 18 de julio | Guzzini Challenger Recanati, Italia €42,500+H – Dura – 32S/32Q/16D Cuadro de individuales – Cuadro de dobles                                  | Illya Marchenko 6–4, 6–4                             | Ilia Ivashka                             | Yevgueni Donskoi Márton Fucsovics  | Luca Vanni Adrián Menéndez-Maceiras Ruben Bemelmans Alessandro Bega        |
| 18 de julio | Guzzini Challenger Recanati, Italia €42,500+H – Dura – 32S/32Q/16D Cuadro de individuales – Cuadro de dobles                                  | Kevin Krawietz Albano Olivetti 6–3, 7–6(7–4)         | Ruben Bemelmans Adrián Menéndez-Maceiras | Yevgueni Donskoi Márton Fucsovics  | Luca Vanni Adrián Menéndez-Maceiras Ruben Bemelmans Alessandro Bega        |
| 18 de julio | Tampere Open Tampere, Finlandia €42,500+H – Tierra batida – 32S/32Q/16D Cuadro de individuales – Cuadro de dobles                             | Kimmer Coppejans 6–4, 3–6, 7–5                       | Aslan Karatsev                           | Rubén Ramírez Hidalgo Pedro Sousa  | Markus Eriksson Gleb Sakharov João Souza Hubert Hurkacz                    |
| 18 de julio | Tampere Open Tampere, Finlandia €42,500+H – Tierra batida – 32S/32Q/16D Cuadro de individuales – Cuadro de dobles                             | David Pérez Sanz Max Schnur 6–4, 6–4                 | Steven De Waard Andreas Mies             | Rubén Ramírez Hidalgo Pedro Sousa  | Markus Eriksson Gleb Sakharov João Souza Hubert Hurkacz                    |
| 25 de julio | Challenger Pulcra Lachiter Biella Biella, Italia €85,000+H – Tierra batida – 32S/32Q/16D Cuadro de individuales – Cuadro de dobles            | Federico Gaio 7–6(7–5), 6–2                          | Thomaz Bellucci                          | João Souza Stefano Napolitano      | Andrej Martin Enrique López-Pérez Dušan Lajović Guido Andreozzi            |
| 25 de julio | Challenger Pulcra Lachiter Biella Biella, Italia €85,000+H – Tierra batida – 32S/32Q/16D Cuadro de individuales – Cuadro de dobles            | Andre Begemann Leander Paes 6–4, 6–4                 | Andrej Martin Hans Podlipnik             | João Souza Stefano Napolitano      | Andrej Martin Enrique López-Pérez Dušan Lajović Guido Andreozzi            |
| 25 de julio | Open Castilla y León Segovia, España €64,000+H – Dura – 32S/32Q/16D Cuadro de individuales – Cuadro de dobles                                 | Luca Vanni 6–4, 3–6, 6–3                             | Illya Marchenko                          | Mirza Bašić Márton Fucsovics       | Nicolás Almagro Akira Santillan Kenny de Schepper Adrián Menéndez-Maceiras |
| 25 de julio | Open Castilla y León Segovia, España €64,000+H – Dura – 32S/32Q/16D Cuadro de individuales – Cuadro de dobles                                 | Purav Raja Divij Sharan 6–3, 4–6, [10–8]             | Joaquín Muñoz-Hernández Akira Santillan  | Mirza Bašić Márton Fucsovics       | Nicolás Almagro Akira Santillan Kenny de Schepper Adrián Menéndez-Maceiras |
| 25 de julio | President's Cup Astana, Kazajistán $75,000 – Dura – 32S/32Q/16D Cuadro de individuales – Cuadro de dobles                                     | Yevgueni Donskoi 6–3, 6–3                            | Konstantin Kravchuk                      | Ilia Ivashka Denis Istomin         | Miki Janković Alexander Bublik Lee Duck-hee Daniil Medvedev                |
| 25 de julio | President's Cup Astana, Kazajistán $75,000 – Dura – 32S/32Q/16D Cuadro de individuales – Cuadro de dobles                                     | Yaraslav Shyla Andrei Vasilevski 6–4, 6–4            | Mikhail Elgin Alexander Kudryavtsev      | Ilia Ivashka Denis Istomin         | Miki Janković Alexander Bublik Lee Duck-hee Daniil Medvedev                |
| 25 de julio | Advantage Cars Prague Open Praga, República Checa €42,500+H – Tierra batida – 32S/32Q/16D Cuadro de individuales – Cuadro de dobles           | Santiago Giraldo 6–4, 3–6, 7–6(7–2)                  | Uladzimir Ignatik                        | Zdeněk Kolář Radu Albot            | Martin Kližan Nikoloz Basilashvili Blaž Rola Henri Laaksonen               |
| 25 de julio | Advantage Cars Prague Open Praga, República Checa €42,500+H – Tierra batida – 32S/32Q/16D Cuadro de individuales – Cuadro de dobles           | Julian Knowle Igor Zelenay 6–4, 7–5                  | Facundo Argüello Julio Peralta           | Zdeněk Kolář Radu Albot            | Martin Kližan Nikoloz Basilashvili Blaž Rola Henri Laaksonen               |
| 25 de julio | The Hague Open Scheveningen, Países Bajos €42,500+H – Tierra batida – 32S/32Q/16D Cuadro de individuales – Cuadro de dobles                   | Robin Haase 6–4, 6–7(9–11), 6–2                      | Adam Pavlásek                            | Constant Lestienne Yannik Reuter   | Boy Westerhof Alexey Vatutin Tallon Griekspoor Pedro Sousa                 |
| 25 de julio | The Hague Open Scheveningen, Países Bajos €42,500+H – Tierra batida – 32S/32Q/16D Cuadro de individuales – Cuadro de dobles                   | Wesley Koolhof Matwé Middelkoop 6–1, 3–6, [13–11]    | Tallon Griekspoor Tim van Rijthoven      | Constant Lestienne Yannik Reuter   | Boy Westerhof Alexey Vatutin Tallon Griekspoor Pedro Sousa                 |
| 25 de julio | Kentucky Bank Tennis Championships Lexington, Estados Unidos $50,000 – Dura – 32S/32Q/16D Cuadro de individuales – Cuadro de dobles           | Ernesto Escobedo 6–2, 6–7(6–8), 7–6(7–3)             | Frances Tiafoe                           | Brian Baker Andrew Whittington     | Mitchell Krueger Alex Kuznetsov Lloyd Glasspool Daniel Nguyen              |
| 25 de julio | Kentucky Bank Tennis Championships Lexington, Estados Unidos $50,000 – Dura – 32S/32Q/16D Cuadro de individuales – Cuadro de dobles           | Luke Saville Jordan Thompson 6–2, 7–5                | Nicolaas Scholtz Tucker Vorster          | Brian Baker Andrew Whittington     | Mitchell Krueger Alex Kuznetsov Lloyd Glasspool Daniel Nguyen              |

### Agosto
| Semana de    | Torneo | Campeones                                                            | Finalista                               | Semifinal                               | Cuarto de final                                                         |
| ------------ | --- | -------------------------------------------------------------------- | --------------------------------------- | --------------------------------------- | ----------------------------------------------------------------------- |
| 1 de agosto  | Chengdu Challenger Chengdu, China $125,000 – Dura – 32S/32Q/16D Cuadro de individuales – Cuadro de dobles                                              | Jason Jung 6–4, 6–2                                                  | Rubén Ramírez Hidalgo                   | Lee Duck-hee Yuya Kibi                  | Sun Fajing Takuto Niki Li Zhe Zhang Ze                                  |
| 1 de agosto  | Chengdu Challenger Chengdu, China $125,000 – Dura – 32S/32Q/16D Cuadro de individuales – Cuadro de dobles                                              | Gong Maoxin Zhang Ze 6–3, 4–6, [13–11]                               | Gao Xin Li Zhe                          | Lee Duck-hee Yuya Kibi                  | Sun Fajing Takuto Niki Li Zhe Zhang Ze                                  |
| 1 de agosto  | Challenger Banque Nationale de Granby Granby, Canadá $100,000 – Dura – 32S/32Q/16D Cuadro de individuales – Cuadro de dobles                           | Frances Tiafoe 6–1, 6–1                                              | Marcelo Arévalo                         | Sekou Bangoura Yasutaka Uchiyama        | Mitchell Krueger Denis Shapovalov Andrew Whittington James McGee        |
| 1 de agosto  | Challenger Banque Nationale de Granby Granby, Canadá $100,000 – Dura – 32S/32Q/16D Cuadro de individuales – Cuadro de dobles                           | Guilherme Clezar Alejandro González 3–6, 6–1, [12–10]                | Saketh Myneni Sanam Singh               | Sekou Bangoura Yasutaka Uchiyama        | Mitchell Krueger Denis Shapovalov Andrew Whittington James McGee        |
| 1 de agosto  | International Tennis Tournament of Cortina Cortina d'Ampezzo, Italia €42,500+H – Tierra batida – 32S/32Q/16D Cuadro de individuales – Cuadro de dobles | João Souza 6–4, 7–6(7–4)                                             | Laslo Djere                             | Roberto Carballés Baena Guido Andreozzi | Andréi Rubliov Facundo Bagnis Lorenzo Giustino Matteo Donati            |
| 1 de agosto  | International Tennis Tournament of Cortina Cortina d'Ampezzo, Italia €42,500+H – Tierra batida – 32S/32Q/16D Cuadro de individuales – Cuadro de dobles | James Cerretani Philipp Oswald 6–3, 6–2                              | Roberto Carballés Baena Christian Garin | Roberto Carballés Baena Guido Andreozzi | Andréi Rubliov Facundo Bagnis Lorenzo Giustino Matteo Donati            |
| 1 de agosto  | Svijany Open Liberec, República Checa €42,500+H – Tierra batida – 32S/32Q/16D Cuadro de individuales – Cuadro de dobles                                | Arthur De Greef 7–6(7–4), 6–3                                        | Steve Darcis                            | Joris De Loore Václav Šafránek          | Riccardo Bellotti Pedro Sousa Germain Gigounon Mathias Bourgue          |
| 1 de agosto  | Svijany Open Liberec, República Checa €42,500+H – Tierra batida – 32S/32Q/16D Cuadro de individuales – Cuadro de dobles                                | Jonathan Eysseric André Ghem 6–0, 6–4                                | Ariel Behar Dino Marcan                 | Joris De Loore Václav Šafránek          | Riccardo Bellotti Pedro Sousa Germain Gigounon Mathias Bourgue          |
| 8 de agosto  | ZS-Sports China International Challenger Qingdao, China $125,000 – Dura – 32S/32Q/16D Cuadro de individuales – Cuadro de dobles                        | Janko Tipsarević 1–6, 7–5, 6–1                                       | Rubén Ramírez Hidalgo                   | Jason Jung Pere Riba                    | Konstantin Kravchuk Enrique López-Pérez Zhang Ze Danilo Petrović        |
| 8 de agosto  | ZS-Sports China International Challenger Qingdao, China $125,000 – Dura – 32S/32Q/16D Cuadro de individuales – Cuadro de dobles                        | Danilo Petrović Tak Khunn Wang 6–2, 4–6, [10–5]                      | Gong Maoxin Zhang Ze                    | Jason Jung Pere Riba                    | Konstantin Kravchuk Enrique López-Pérez Zhang Ze Danilo Petrović        |
| 8 de agosto  | Comerica Bank Challenger Aptos, Estados Unidos $100,000 – Dura – 32S/32Q/16D Cuadro de individuales – Cuadro de dobles                                 | Daniel Evans 6–3, 6–4                                                | Cameron Norrie                          | Bjorn Fratangelo Eric Quigley           | James McGee Marinko Matosevic Raymond Sarmiento Evan King               |
| 8 de agosto  | Comerica Bank Challenger Aptos, Estados Unidos $100,000 – Dura – 32S/32Q/16D Cuadro de individuales – Cuadro de dobles                                 | Nicolaas Scholtz Tucker Vorster 6–7(5–7), 6–3, [10–8]                | Mackenzie McDonald Ben McLachlan        | Bjorn Fratangelo Eric Quigley           | James McGee Marinko Matosevic Raymond Sarmiento Evan King               |
| 8 de agosto  | Challenger Banque Nationale de Gatineau Gatineau, Canadá $75,000 – Dura – 32S/32Q/16D Cuadro de individuales – Cuadro de dobles                        | Peter Polansky 3–6, 6–4, 0–0 ret.                                    | Vincent Millot                          | Matija Pecotić Denis Shapovalov         | Filip Peliwo Guilherme Clezar Saketh Myneni Frank Dancevic              |
| 8 de agosto  | Challenger Banque Nationale de Gatineau Gatineau, Canadá $75,000 – Dura – 32S/32Q/16D Cuadro de individuales – Cuadro de dobles                        | Tristan Lamasine Franko Škugor 6–3, 6–1                              | Jarryd Chaplin John-Patrick Smith       | Matija Pecotić Denis Shapovalov         | Filip Peliwo Guilherme Clezar Saketh Myneni Frank Dancevic              |
| 8 de agosto  | ATP Challenger Trophy Trnava, Eslovaquia €42,500+H – Tierra batida – 32S/32Q/16D Cuadro de individuales – Cuadro de dobles                             | Steve Darcis 6–3, 6–4                                                | Jordi Samper-Montaña                    | Akira Santillan Steven Diez             | Kimmer Coppejans Hubert Hurkacz Igor Sijsling Marek Michalička          |
| 8 de agosto  | ATP Challenger Trophy Trnava, Eslovaquia €42,500+H – Tierra batida – 32S/32Q/16D Cuadro de individuales – Cuadro de dobles                             | Sander Gillé Joran Vliegen 6–2, 7–5                                  | Tomasz Bednarek Roman Jebavý            | Akira Santillan Steven Diez             | Kimmer Coppejans Hubert Hurkacz Igor Sijsling Marek Michalička          |
| 8 de agosto  | Adriatic Challenger Fano, Italia €42,500 – Tierra batida – 32S/32Q/16D Cuadro de individuales – Cuadro de dobles                                       | João Souza 6–4, 6–7(12–14), 6–2                                      | Nicolás Kicker                          | Salvatore Caruso Axel Michon            | Francisco Bahamonde Gonzalo Lama Filippo Volandri Matteo Donati         |
| 8 de agosto  | Adriatic Challenger Fano, Italia €42,500 – Tierra batida – 32S/32Q/16D Cuadro de individuales – Cuadro de dobles                                       | Riccardo Ghedin Alessandro Motti 6–4, 6–4                            | Lucas Miedler Mark Vervoort             | Salvatore Caruso Axel Michon            | Francisco Bahamonde Gonzalo Lama Filippo Volandri Matteo Donati         |
| 8 de agosto  | Tilia Eslovenia Open Portoroz, Eslovenia €42,500 – Dura – 32S/32Q/16D Cuadro de individuales – Cuadro de dobles                                        | Florian Mayer 6–1, 6–2                                               | Daniil Medvedev                         | Grega Žemlja Alexander Kudryavtsev      | Adrián Menéndez-Maceiras Marko Tepavac Márton Fucsovics Renzo Olivo     |
| 8 de agosto  | Tilia Eslovenia Open Portoroz, Eslovenia €42,500 – Dura – 32S/32Q/16D Cuadro de individuales – Cuadro de dobles                                        | Sergey Betov Ilia Ivashka 1–6, 6–3, [10–4]                           | Tomislav Draganja Nino Serdarušić       | Grega Žemlja Alexander Kudryavtsev      | Adrián Menéndez-Maceiras Marko Tepavac Márton Fucsovics Renzo Olivo     |
| 15 de agosto | Internazionali di Tennis del Friuli Venezia Giulia Cordenons, Italia €42,500+H – Tierra batida – 32S/32Q/16D Cuadro de individuales – Cuadro de dobles | Florian Mayer 6–1, 6–2                                               | Daniil Medvedev                         | Grega Žemlja Alexander Kudryavtsev      | Adrián Menéndez-Maceiras Marko Tepavac Márton Fucsovics Renzo Olivo     |
| 15 de agosto | Internazionali di Tennis del Friuli Venezia Giulia Cordenons, Italia €42,500+H – Tierra batida – 32S/32Q/16D Cuadro de individuales – Cuadro de dobles | Sergey Betov Ilia Ivashka 1–6, 6–3, [10–4]                           | Tomislav Draganja Nino Serdarušić       | Grega Žemlja Alexander Kudryavtsev      | Adrián Menéndez-Maceiras Marko Tepavac Márton Fucsovics Renzo Olivo     |
| 15 de agosto | Maserati Challenger Meerbusch, Alemania €42,500 – Tierra batida – 32S/32Q/16D Cuadro de individuales – Cuadro de dobles                                | Taro Daniel 6–3, 6–4                                                 | Daniel Gimeno-Traver                    | Paolo Lorenzi Gianluigi Quinzi          | Filip Krajinović Jan Mertl Elias Ymer Lorenzo Sonego                    |
| 15 de agosto | Maserati Challenger Meerbusch, Alemania €42,500 – Tierra batida – 32S/32Q/16D Cuadro de individuales – Cuadro de dobles                                | Andre Begemann Aliaksandr Bury 5–7, 6–4, [11–9]                      | Roman Jebavý Zdeněk Kolář               | Paolo Lorenzi Gianluigi Quinzi          | Filip Krajinović Jan Mertl Elias Ymer Lorenzo Sonego                    |
| 22 de agosto | Antonio Savoldi–Marco Cò – Trofeo Dimmidisì Manerbio, Italia €42,500+H – Tierra batida – 32S/32Q/16D Cuadro de individuales – Cuadro de dobles         | Leonardo Mayer 7–6(7–3), 7–5                                         | Filip Krajinović                        | Matteo Donati Jonathan Eysseric         | Gerald Melzer Nils Langer Lorenzo Sonego Taro Daniel                    |
| 22 de agosto | Antonio Savoldi–Marco Cò – Trofeo Dimmidisì Manerbio, Italia €42,500+H – Tierra batida – 32S/32Q/16D Cuadro de individuales – Cuadro de dobles         | Nikola Mektić Antonio Šančić 7–5, 6–1                                | Juan Ignacio Galarza Leonardo Mayer     | Matteo Donati Jonathan Eysseric         | Gerald Melzer Nils Langer Lorenzo Sonego Taro Daniel                    |
| 29 de agosto | Curitiba Challenger Curitiba, Brasil $50,000 – Tierra batida – 32S/32Q/16D Cuadro de individuales – Cuadro de dobles                                   | Agustín Velotti 6–0, 6–4                                             | André Ghem                              | Pere Riba Nicolás Kicker                | Gonzalo Escobar Rubén Ramírez Hidalgo Juan Ignacio Londero Emilio Gómez |
| 29 de agosto | Curitiba Challenger Curitiba, Brasil $50,000 – Tierra batida – 32S/32Q/16D Cuadro de individuales – Cuadro de dobles                                   | Rubén Ramírez Hidalgo Pere Riba 6–7(3–7), 6–4, [10–7]                | André Ghem Fabrício Neis                | Pere Riba Nicolás Kicker                | Gonzalo Escobar Rubén Ramírez Hidalgo Juan Ignacio Londero Emilio Gómez |
| 29 de agosto | Wind Energy Holding Bangkok Open Bangkok, Tailandia $50,000 – Dura – 32S/32Q/16D Cuadro de individuales – Cuadro de dobles                             | Blaž Kavčič 6–0, 1–0 ret.                                            | Go Soeda                                | Marinko Matosevic Norbert Gombos        | Chen Ti Edan Leshem Yuya Kibi Wu Di                                     |
| 29 de agosto | Wind Energy Holding Bangkok Open Bangkok, Tailandia $50,000 – Dura – 32S/32Q/16D Cuadro de individuales – Cuadro de dobles                             | Wishaya Trongcharoenchaikul Kittipong Wachiramanowong 7–6(11–9), 6–3 | Sanchai Ratiwatana Sonchat Ratiwatana   | Marinko Matosevic Norbert Gombos        | Chen Ti Edan Leshem Yuya Kibi Wu Di                                     |
| 29 de agosto | Città di Como Challenger Como, Italia €42,500 – Tierra batida – 32S/32Q/16D Cuadro de individuales – Cuadro de dobles                                  | Kenny de Schepper 2–6, 7–6(7–0), 7–5                                 | Marco Cecchinato                        | Taro Daniel Adrian Ungur                | Gerald Melzer Nils Langer Leonardo Mayer Andrea Collarini               |
| 29 de agosto | Città di Como Challenger Como, Italia €42,500 – Tierra batida – 32S/32Q/16D Cuadro de individuales – Cuadro de dobles                                  | Roman Jebavý Andrej Martin 3–6, 6–1, [10–5]                          | Nils Langer Gerald Melzer               | Taro Daniel Adrian Ungur                | Gerald Melzer Nils Langer Leonardo Mayer Andrea Collarini               |

### Septiembre
| Semana de        | Torneo | Campeones                                                 | Finalista                                 | Semifinal                                 | Cuarto de final                                                          |
| ---------------- | --- | --------------------------------------------------------- | ----------------------------------------- | ----------------------------------------- | ------------------------------------------------------------------------ |
| 5 de septiembre  | AON Open Challenger Génova, Italia €106,500+H – Tierra batida – 32S/32Q/16D Cuadro de individuales – Cuadro de dobles                      | Jerzy Janowicz 7–6(7–5), 6–4                              | Nicolás Almagro                           | Adam Pavlásek Carlos Berlocq              | Denis Istomin Kenny de Schepper Jozef Kovalík Gianluca Mager             |
| 5 de septiembre  | AON Open Challenger Génova, Italia €106,500+H – Tierra batida – 32S/32Q/16D Cuadro de individuales – Cuadro de dobles                      | Julio Peralta Horacio Zeballos 6–4, 6–3                   | Aliaksandr Bury Andrei Vasilevski         | Adam Pavlásek Carlos Berlocq              | Denis Istomin Kenny de Schepper Jozef Kovalík Gianluca Mager             |
| 5 de septiembre  | Claro Open Barranquilla Barranquilla, Colombia $50,000+H – Tierra batida – 32S/32Q/16D Cuadro de individuales – Cuadro de dobles           | Diego Schwartzman 6–4, 6–1                                | Rogério Dutra Silva                       | Santiago Giraldo Máximo González          | José Hernández Agustín Velotti Alejandro González Víctor Estrella Burgos |
| 5 de septiembre  | Claro Open Barranquilla Barranquilla, Colombia $50,000+H – Tierra batida – 32S/32Q/16D Cuadro de individuales – Cuadro de dobles           | Alejandro Falla Eduardo Struvay 6–4, 7–5                  | Gonzalo Escobar Roberto Quiroz            | Santiago Giraldo Máximo González          | José Hernández Agustín Velotti Alejandro González Víctor Estrella Burgos |
| 5 de septiembre  | Shanghái Challenger Shanghái, China $50,000 – Dura – 32S/32Q/16D Cuadro de individuales – Cuadro de dobles                                 | Henri Laaksonen 6–3, 6–3                                  | Jason Jung                                | Jordan Thompson Yasutaka Uchiyama         | Kwon Soon-woo Go Soeda Alexander Sarkissian Blaž Kavčič                  |
| 5 de septiembre  | Shanghái Challenger Shanghái, China $50,000 – Dura – 32S/32Q/16D Cuadro de individuales – Cuadro de dobles                                 | Hsieh Cheng-peng Yi Chu-huan 7–6(8–6), 5–7, [10–0]        | Gao Xin Li Zhe                            | Jordan Thompson Yasutaka Uchiyama         | Kwon Soon-woo Go Soeda Alexander Sarkissian Blaž Kavčič                  |
| 5 de septiembre  | Copa Sevilla Sevilla, España €42,500+H – Tierra batida – 32S/32Q/16D Cuadro de individuales – Cuadro de dobles                             | Casper Ruud 6–3, 6–4                                      | Taro Daniel                               | Pedro Cachín Kamil Majchrzak              | Íñigo Cervantes Arthur De Greef Andréi Rubliov Gerald Melzer             |
| 5 de septiembre  | Copa Sevilla Sevilla, España €42,500+H – Tierra batida – 32S/32Q/16D Cuadro de individuales – Cuadro de dobles                             | Íñigo Cervantes Oriol Roca Batalla 6–2, 6–5 ret.          | Ariel Behar Enrique López-Pérez           | Pedro Cachín Kamil Majchrzak              | Íñigo Cervantes Arthur De Greef Andréi Rubliov Gerald Melzer             |
| 5 de septiembre  | TEAN International Alphen aan den Rijn, Países Bajos €42,500 – Tierra batida – 32S/32Q/16D Cuadro de individuales – Cuadro de dobles       | Jan-Lennard Struff 6–4, 6–1                               | Robin Haase                               | Thiemo de Bakker Damir Džumhur            | Constant Lestienne Cedrik-Marcel Stebe Franko Škugor Daniel Masur        |
| 5 de septiembre  | TEAN International Alphen aan den Rijn, Países Bajos €42,500 – Tierra batida – 32S/32Q/16D Cuadro de individuales – Cuadro de dobles       | Daniel Masur Jan-Lennard Struff 6–4, 6–1                  | Robin Haase Boy Westerhof                 | Thiemo de Bakker Damir Džumhur            | Constant Lestienne Cedrik-Marcel Stebe Franko Škugor Daniel Masur        |
| 5 de septiembre  | Trophée des Alpilles Saint-Rémy-de-Provence, Francia €42,500 – Dura – 32S/32Q/16D Cuadro de individuales – Cuadro de dobles                | Daniil Medvedev 6–3, 6–3                                  | Joris De Loore                            | Mirza Bašić Konstantin Kravchuk           | Alexandre Muller Marco Trungelliti Quentin Halys Albano Olivetti         |
| 5 de septiembre  | Trophée des Alpilles Saint-Rémy-de-Provence, Francia €42,500 – Dura – 32S/32Q/16D Cuadro de individuales – Cuadro de dobles                | Ken Skupski Neal Skupski 6–7(5–7), 6–4, [10–5]            | David O'Hare Joe Salisbury                | Mirza Bašić Konstantin Kravchuk           | Alexandre Muller Marco Trungelliti Quentin Halys Albano Olivetti         |
| 12 de septiembre | Pekao Szczecin Open Szczecin, Polonia €106,500+H – Tierra batida – 32S/32Q/16D Cuadro de individuales – Cuadro de dobles                   | Alessandro Giannessi 6–2, 6–3                             | Dustin Brown                              | Jonathan Eysseric Constant Lestienne      | Marco Cecchinato Salvatore Caruso Stefano Napolitano Albert Montañés     |
| 12 de septiembre | Pekao Szczecin Open Szczecin, Polonia €106,500+H – Tierra batida – 32S/32Q/16D Cuadro de individuales – Cuadro de dobles                   | Andre Begemann Aliaksandr Bury 7–6(7–3), 6–7(7–9), [10–4] | Johan Brunström Andreas Siljeström        | Jonathan Eysseric Constant Lestienne      | Marco Cecchinato Salvatore Caruso Stefano Napolitano Albert Montañés     |
| 12 de septiembre | Amex-Istanbul Challenger Istanbul, Turquía $75,000 – Dura – 32S/32Q/16D Cuadro de individuales – Cuadro de dobles                          | Malek Jaziri 1–6, 6–1, 6–0                                | Dudi Sela                                 | Tobias Kamke Marco Chiudinelli            | Marc Sieber Marius Copil Marsel İlhan Michal Konečný                     |
| 12 de septiembre | Amex-Istanbul Challenger Istanbul, Turquía $75,000 – Dura – 32S/32Q/16D Cuadro de individuales – Cuadro de dobles                          | Sadio Doumbia Calvin Hemery 6–4, 6–3                      | Marco Chiudinelli Marius Copil            | Tobias Kamke Marco Chiudinelli            | Marc Sieber Marius Copil Marsel İlhan Michal Konečný                     |
| 12 de septiembre | ATP Challenger China International – Nanchang Nanchang, China $75,000+H – Dura – 32S/32Q/16D Cuadro de individuales – Cuadro de dobles     | Hiroki Moriya 4–6, 6–1, 6–4                               | Chung Hyeon                               | Marinko Matosevic Jason Jung              | Zhang Ze Alexander Sarkissian Blaž Kavčič Jordan Thompson                |
| 12 de septiembre | ATP Challenger China International – Nanchang Nanchang, China $75,000+H – Dura – 32S/32Q/16D Cuadro de individuales – Cuadro de dobles     | Wu Di Zhang Zhizhen 7–6(7–4), 6–3                         | Nicolás Barrientos Ruben Gonzales         | Marinko Matosevic Jason Jung              | Zhang Ze Alexander Sarkissian Blaž Kavčič Jordan Thompson                |
| 12 de septiembre | Banja Luka Challenger Banja Luka, Bosnia y Herzegovina €64,000+H – Tierra batida – 32S/32Q/16D Cuadro de individuales – Cuadro de dobles   | Adam Pavlásek 3–6, 6–1, 6–4                               | Miljan Zekić                              | Aljaž Bedene Pablo Andújar                | Horacio Zeballos Václav Šafránek Jan Šátral Carlos Berlocq               |
| 12 de septiembre | Banja Luka Challenger Banja Luka, Bosnia y Herzegovina €64,000+H – Tierra batida – 32S/32Q/16D Cuadro de individuales – Cuadro de dobles   | Roman Jebavý Jan Šátral 7–6(7–3), 4–6, [10–7]             | Andrea Arnaboldi Maximilian Neuchrist     | Aljaž Bedene Pablo Andújar                | Horacio Zeballos Václav Šafránek Jan Šátral Carlos Berlocq               |
| 12 de septiembre | Cary Challenger Cary, Estados Unidos $50,000 – Dura – 32S/32Q/16D Cuadro de individuales – Cuadro de dobles                                | James McGee 1–6, 6–1, 6–4                                 | Ernesto Escobedo                          | Dennis Novikov Frances Tiafoe             | Peter Polansky Brayden Schnur Stefan Kozlov Tennys Sandgren              |
| 12 de septiembre | Cary Challenger Cary, Estados Unidos $50,000 – Dura – 32S/32Q/16D Cuadro de individuales – Cuadro de dobles                                | Philip Bester Peter Polansky 6–2, 6–2                     | Stefan Kozlov Austin Krajicek             | Dennis Novikov Frances Tiafoe             | Peter Polansky Brayden Schnur Stefan Kozlov Tennys Sandgren              |
| 12 de septiembre | Morocco Tennis Tour – Meknes Meknes, Marruecos €42,500 – Tierra batida – 32S/32Q/16D Cuadro de individuales – Cuadro de dobles             | Maximilian Marterer 7–6(7–3), 6–3                         | Uladzimir Ignatik                         | Pedro Martínez Portero Oriol Roca Batalla | Jeremy Jahn Mohamed Safwat Nils Langer Arthur De Greef                   |
| 12 de septiembre | Morocco Tennis Tour – Meknes Meknes, Marruecos €42,500 – Tierra batida – 32S/32Q/16D Cuadro de individuales – Cuadro de dobles             | Luca Margaroli Mohamed Safwat 6–4, 6–4                    | Pedro Martínez Portero Oriol Roca Batalla | Pedro Martínez Portero Oriol Roca Batalla | Jeremy Jahn Mohamed Safwat Nils Langer Arthur De Greef                   |
| 19 de septiembre | OEC Kaohsiung Kaohsiung, Taiwán $125,000+H – Tierra batida – 32S/32Q/16D Cuadro de individuales – Cuadro de dobles                         | Chung Hyeon 6–4, 6–2                                      | Lee Duck-hee                              | Yūichi Sugita Lu Yen-hsun                 | Yasutaka Uchiyama Matija Pecotić Amir Weintraub Yuya Kibi                |
| 19 de septiembre | OEC Kaohsiung Kaohsiung, Taiwán $125,000+H – Tierra batida – 32S/32Q/16D Cuadro de individuales – Cuadro de dobles                         | Sanchai Ratiwatana Sonchat Ratiwatana 6–4, 7–6(7–4)       | Hsieh Cheng-peng Yi Chu-huan              | Yūichi Sugita Lu Yen-hsun                 | Yasutaka Uchiyama Matija Pecotić Amir Weintraub Yuya Kibi                |
| 19 de septiembre | Türk Telecom İzmir Cup İzmir, Turquía €64,000 – Dura – 32S/32Q/16D Cuadro de individuales – Cuadro de dobles                               | Marsel İlhan 6–2, 6–4                                     | Cem İlkel                                 | Norbert Gombos Mirza Bašić                | Lukáš Lacko Kimmer Coppejans Ilia Ivashka Marius Copil                   |
| 19 de septiembre | Türk Telecom İzmir Cup İzmir, Turquía €64,000 – Dura – 32S/32Q/16D Cuadro de individuales – Cuadro de dobles                               | Marco Chiudinelli Marius Copil 6–4, 6–4                   | Sadio Doumbia Calvin Hemery               | Norbert Gombos Mirza Bašić                | Lukáš Lacko Kimmer Coppejans Ilia Ivashka Marius Copil                   |
| 19 de septiembre | Columbus Challenger Columbus, Estados Unidos $50,000 – Dura (i) – 32S/32Q/16D Cuadro de individuales – Cuadro de dobles                    | Mikael Torpegaard 6–4, 1–6, 6–2                           | Benjamin Becker                           | John-Patrick Smith Tennys Sandgren        | Miķelis Lībietis Sekou Bangoura Gonzales Austin Roberto Quiroz           |
| 19 de septiembre | Columbus Challenger Columbus, Estados Unidos $50,000 – Dura (i) – 32S/32Q/16D Cuadro de individuales – Cuadro de dobles                    | Miķelis Lībietis Dennis Novikov 7–5, 7–6(7–4)             | Philip Bester Peter Polansky              | John-Patrick Smith Tennys Sandgren        | Miķelis Lībietis Sekou Bangoura Gonzales Austin Roberto Quiroz           |
| 19 de septiembre | Sibiu Open Sibiu, Rumania €42,500+H – Tierra batida – 32S/32Q/16D Cuadro de individuales – Cuadro de dobles                                | Robin Haase 7–6(7–2), 6–2                                 | Lorenzo Giustino                          | Tim Pütz Christopher O'Connell            | Dennis Novak Adrian Ungur Jan Šátral Václav Šafránek                     |
| 19 de septiembre | Sibiu Open Sibiu, Rumania €42,500+H – Tierra batida – 32S/32Q/16D Cuadro de individuales – Cuadro de dobles                                | Robin Haase Tim Pütz 6–4, 6–2                             | Jonathan Eysseric Tristan Lamasine        | Tim Pütz Christopher O'Connell            | Dennis Novak Adrian Ungur Jan Šátral Václav Šafránek                     |
| 19 de septiembre | Morocco Tennis Tour – Kenitra Kenitra, Marruecos €42,500 – Tierra batida – 32S/32Q/16D Cuadro de individuales – Cuadro de dobles           | Maximilian Marterer 6–2, 6–4                              | Mohamed Safwat                            | Pablo Andújar Jeremy Jahn                 | Steven Diez Uladzimir Ignatik Rubén Ramírez Hidalgo Daniel Masur         |
| 19 de septiembre | Morocco Tennis Tour – Kenitra Kenitra, Marruecos €42,500 – Tierra batida – 32S/32Q/16D Cuadro de individuales – Cuadro de dobles           | Kevin Krawietz Maximilian Marterer 7–6(8–6), 4–6, [10–6]  | Uladzimir Ignatik Michael Linzer          | Pablo Andújar Jeremy Jahn                 | Steven Diez Uladzimir Ignatik Rubén Ramírez Hidalgo Daniel Masur         |
| 19 de septiembre | Campeonato Internacional de Tenis de Santos Santos, Brasil $40,000 – Tierra batida – 32S/32Q/16D Cuadro de individuales – Cuadro de dobles | Renzo Olivo 6–4, 7–6(7–5)                                 | Thiago Monteiro                           | Agustín Velotti Máximo González           | Facundo Bagnis Guido Andreozzi Rogério Dutra Silva Nicolás Kicker        |
| 19 de septiembre | Campeonato Internacional de Tenis de Santos Santos, Brasil $40,000 – Tierra batida – 32S/32Q/16D Cuadro de individuales – Cuadro de dobles | Sergio Galdós Máximo González 6–3, 5–7, [14–12]           | Rogério Dutra Silva Fabrício Neis         | Agustín Velotti Máximo González           | Facundo Bagnis Guido Andreozzi Rogério Dutra Silva Nicolás Kicker        |
| 26 de septiembre | Open d'Orléans Orléans, Francia €106,500+H – Dura (i) – 32S/32Q/16D Cuadro de individuales – Cuadro de dobles                              | Pierre-Hugues Herbert 7–5, 4–6, 6–3                       | Norbert Gombos                            | Daniel Brands Andréi Rubliov              | Ruben Bemelmans Daniil Medvedev Marco Chiudinelli Dustin Brown           |
| 26 de septiembre | Open d'Orléans Orléans, Francia €106,500+H – Dura (i) – 32S/32Q/16D Cuadro de individuales – Cuadro de dobles                              | Nikola Mektić Franko Škugor 6–2, 7–5                      | Ariel Behar Andrei Vasilevski             | Daniel Brands Andréi Rubliov              | Ruben Bemelmans Daniil Medvedev Marco Chiudinelli Dustin Brown           |
| 26 de septiembre | Tiburon Challenger Tiburon, Estados Unidos $100,000 – Dura – 32S/32Q/16D Cuadro de individuales – Cuadro de dobles                         | Darian King 7–6(7–2), 6–2                                 | Michael Mmoh                              | Mackenzie McDonald Tim Smyczek            | Dennis Novikov Frances Tiafoe Mitchell Krueger Bjorn Fratangelo          |
| 26 de septiembre | Tiburon Challenger Tiburon, Estados Unidos $100,000 – Dura – 32S/32Q/16D Cuadro de individuales – Cuadro de dobles                         | Matt Reid John-Patrick Smith 6–1, 6–2                     | Quentin Halys Dennis Novikov              | Mackenzie McDonald Tim Smyczek            | Dennis Novikov Frances Tiafoe Mitchell Krueger Bjorn Fratangelo          |
| 26 de septiembre | Seguros Bolívar Open Medellín Medellín, Colombia $50,000+H – Tierra batida – 32S/32Q/16D Cuadro de individuales – Cuadro de dobles         | Facundo Bagnis 6–7(3–7), 7–5, 6–2                         | Caio Zampieri                             | Rogério Dutra Silva João Souza            | Alejandro Falla Eduardo Struvay José Hernández Santiago Giraldo          |
| 26 de septiembre | Seguros Bolívar Open Medellín Medellín, Colombia $50,000+H – Tierra batida – 32S/32Q/16D Cuadro de individuales – Cuadro de dobles         | Alejandro Falla Eduardo Struvay 6–3, 6–2                  | André Ghem Juan Lizariturry               | Rogério Dutra Silva João Souza            | Alejandro Falla Eduardo Struvay José Hernández Santiago Giraldo          |
| 26 de septiembre | BFD Energy Challenger Roma, Italia €42,500+H – Tierra batida – 32S/32Q/16D Cuadro de individuales – Cuadro de dobles                       | Jan Šátral 6–3, 6–2                                       | Robin Haase                               | Tristan Lamasine Mikael Ymer              | Andrej Martin Elias Ymer Aljaž Bedene Márton Fucsovics                   |
| 26 de septiembre | BFD Energy Challenger Roma, Italia €42,500+H – Tierra batida – 32S/32Q/16D Cuadro de individuales – Cuadro de dobles                       | Federico Gaio Stefano Napolitano 6–7(2–7), 6–2, [10–3]    | Marin Draganja Tomislav Draganja          | Tristan Lamasine Mikael Ymer              | Andrej Martin Elias Ymer Aljaž Bedene Márton Fucsovics                   |

### Octubre
| Semana de     | Torneo | Campeones                                             | Finalista                                 | Semifinal                            | Cuarto de final                                                            |
| ------------- | --- | ----------------------------------------------------- | ----------------------------------------- | ------------------------------------ | -------------------------------------------------------------------------- |
| 3 de octubre  | Ethias Trophy Mons, Bélgica €106,500+H – Dura (i) – 32S/32Q/16D Cuadro de individuales – Cuadro de dobles                                        | Jan-Lennard Struff 6−2, 6−0                           | Vincent Millot                            | Daniel Brands Daniil Medvedev        | Ričardas Berankis Andréi Rubliov Paul-Henri Mathieu Jürgen Melzer          |
| 3 de octubre  | Ethias Trophy Mons, Bélgica €106,500+H – Dura (i) – 32S/32Q/16D Cuadro de individuales – Cuadro de dobles                                        | Julian Knowle Jürgen Melzer 7–6(7–4), 7–6(7–4)        | Sander Arends Wesley Koolhof              | Daniel Brands Daniil Medvedev        | Ričardas Berankis Andréi Rubliov Paul-Henri Mathieu Jürgen Melzer          |
| 3 de octubre  | Stockton ATP Challenger Stockton, Estados Unidos $100,000 – Dura – 32S/32Q/16D Cuadro de individuales – Cuadro de dobles                         | Frances Tiafoe 6–4, 6–2                               | Noah Rubin                                | Michael Mmoh Mackenzie McDonald      | Frank Dancevic Darian King Alessandro Giannessi Denis Kudla                |
| 3 de octubre  | Stockton ATP Challenger Stockton, Estados Unidos $100,000 – Dura – 32S/32Q/16D Cuadro de individuales – Cuadro de dobles                         | Brian Baker Sam Groth 6–2, 4–6, [10–2]                | Matt Reid John-Patrick Smith              | Michael Mmoh Mackenzie McDonald      | Frank Dancevic Darian King Alessandro Giannessi Denis Kudla                |
| 3 de octubre  | Morocco Tennis Tour – Mohammedia Mohammedia, Marruecos €42,500 – Tierra batida – 32S/32Q/16D Cuadro de individuales – Cuadro de dobles           | Gerald Melzer 3–6, 6–3, 6–2                           | Stefanos Tsitsipas                        | Kamil Majchrzak Uladzimir Ignatik    | Damir Džumhur Daniel Gimeno-Traver Roberto Carballés Baena Andrej Martin   |
| 3 de octubre  | Morocco Tennis Tour – Mohammedia Mohammedia, Marruecos €42,500 – Tierra batida – 32S/32Q/16D Cuadro de individuales – Cuadro de dobles           | Dino Marcan Antonio Šančić 7–6(7–3), 6–4              | Roman Jebavý Andrej Martin                | Kamil Majchrzak Uladzimir Ignatik    | Damir Džumhur Daniel Gimeno-Traver Roberto Carballés Baena Andrej Martin   |
| 3 de octubre  | Campeonato Internacional de Tênis de Campinas Campinas, Brasil $40,000+H – Tierra batida – 32S/32Q/16D Cuadro de individuales – Cuadro de dobles | Facundo Bagnis 5–7, 6–2, 3–0 ret.                     | Carlos Berlocq                            | Pedro Sousa Rogério Dutra Silva      | Tomás Lipovsek Puches Juan Ignacio Londero Guido Andreozzi Thiago Monteiro |
| 3 de octubre  | Campeonato Internacional de Tênis de Campinas Campinas, Brasil $40,000+H – Tierra batida – 32S/32Q/16D Cuadro de individuales – Cuadro de dobles | Federico Coria Tomás Lipovsek Puches 7–5, 6–2         | Sergio Galdós Máximo González             | Pedro Sousa Rogério Dutra Silva      | Tomás Lipovsek Puches Juan Ignacio Londero Guido Andreozzi Thiago Monteiro |
| 10 de octubre | Tashkent Challenger Tashkent, Uzbekistán $125,000+H – Dura – 32S/32Q/16D Cuadro de individuales – Cuadro de dobles                               | Konstantin Kravchuk 7–5, 6–4                          | Denis Istomin                             | Mirza Bašić Lukáš Lacko              | Alexander Bublik Sanjar Fayziev Ivan Dodig Jérémy Chardy                   |
| 10 de octubre | Tashkent Challenger Tashkent, Uzbekistán $125,000+H – Dura – 32S/32Q/16D Cuadro de individuales – Cuadro de dobles                               | Mikhail Elgin Denis Istomin 6–4, 6–2                  | Andre Begemann Leander Paes               | Mirza Bašić Lukáš Lacko              | Alexander Bublik Sanjar Fayziev Ivan Dodig Jérémy Chardy                   |
| 10 de octubre | Monterrey Challenger Monterrey, México $100,000+H – Dura – 32S/32Q/16D Cuadro de individuales – Cuadro de dobles                                 | Ernesto Escobedo 6–4, 6–4                             | Denis Kudla                               | Peter Polansky Benjamin Becker       | Alejandro Falla Marcelo Arévalo Sam Groth John-Patrick Smith               |
| 10 de octubre | Monterrey Challenger Monterrey, México $100,000+H – Dura – 32S/32Q/16D Cuadro de individuales – Cuadro de dobles                                 | Evan King Denis Kudla 6–7(4–7), 6–4, [10–2]           | Jarryd Chaplin Ben McLachlan              | Peter Polansky Benjamin Becker       | Alejandro Falla Marcelo Arévalo Sam Groth John-Patrick Smith               |
| 10 de octubre | Fairfield Challenger Fairfield, Estados Unidos $100,000 – Dura – 32S/32Q/16D Cuadro de individuales – Cuadro de dobles                           | Santiago Giraldo 4–6, 6–4, 6–2                        | Quentin Halys                             | Brydan Klein Joris De Loore          | Maximilian Marterer Tommy Paul Alessandro Giannessi Grega Žemlja           |
| 10 de octubre | Fairfield Challenger Fairfield, Estados Unidos $100,000 – Dura – 32S/32Q/16D Cuadro de individuales – Cuadro de dobles                           | Brian Baker Mackenzie McDonald 6–3, 6–4               | Sekou Bangoura Eric Quigley               | Brydan Klein Joris De Loore          | Maximilian Marterer Tommy Paul Alessandro Giannessi Grega Žemlja           |
| 10 de octubre | Challenger de Buenos Aires Buenos Aires, Argentina $50,000+H – Tierra batida – 32S/32Q/16D Cuadro de individuales – Cuadro de dobles             | Renzo Olivo 2–6, 7–6(7–3), 7–6(7–3)                   | Leonardo Mayer                            | Rogério Dutra Silva José Hernández   | Horacio Zeballos Thiago Monteiro Pedro Sousa Jaume Munar                   |
| 10 de octubre | Challenger de Buenos Aires Buenos Aires, Argentina $50,000+H – Tierra batida – 32S/32Q/16D Cuadro de individuales – Cuadro de dobles             | Julio Peralta Horacio Zeballos 7–6(7–5), 7–6(7–1)     | Sergio Galdós Fernando Romboli            | Rogério Dutra Silva José Hernández   | Horacio Zeballos Thiago Monteiro Pedro Sousa Jaume Munar                   |
| 10 de octubre | Ho Chi Minh City Challenger Ho Chi Minh City, Vietnam $50,000+H – Dura – 32S/32Q/16D Cuadro de individuales – Cuadro de dobles                   | Jordan Thompson 5–7, 7–5, 6–1                         | Go Soeda                                  | Yasutaka Uchiyama Henri Laaksonen    | Tatsuma Ito Taro Daniel Sergiy Stakhovsky Peter Gojowczyk                  |
| 10 de octubre | Ho Chi Minh City Challenger Ho Chi Minh City, Vietnam $50,000+H – Dura – 32S/32Q/16D Cuadro de individuales – Cuadro de dobles                   | Sanchai Ratiwatana Sonchat Ratiwatana 7–5, 6–4        | Jeevan Nedunchezhiyan Ramkumar Ramanathan | Yasutaka Uchiyama Henri Laaksonen    | Tatsuma Ito Taro Daniel Sergiy Stakhovsky Peter Gojowczyk                  |
| 10 de octubre | Morocco Tennis Tour – Casablanca Casablanca, Marruecos €42,500 – Tierra batida – 32S/32Q/16D Cuadro de individuales – Cuadro de dobles           | Maxime Janvier 6–4, 6–0                               | Stefanos Tsitsipas                        | Kamil Majchrzak Arthur De Greef      | Gianluca Mager Laslo Djere Bernabé Zapata Miralles Danilo Petrović         |
| 10 de octubre | Morocco Tennis Tour – Casablanca Casablanca, Marruecos €42,500 – Tierra batida – 32S/32Q/16D Cuadro de individuales – Cuadro de dobles           | Roman Jebavý Andrej Martin 6–4, 6–2                   | Dino Marcan Antonio Šančić                | Kamil Majchrzak Arthur De Greef      | Gianluca Mager Laslo Djere Bernabé Zapata Miralles Danilo Petrović         |
| 17 de octubre | Brest Challenger Brest, Francia €106,500+H – Dura (i) – 32S/32Q/16D Cuadro de individuales – Cuadro de dobles                                    | Norbert Gombos 7–5, 6–2                               | Yannik Reuter                             | Jérémy Chardy Julien Benneteau       | Steven Diez Aldin Šetkić Marko Tepavac Lukáš Lacko                         |
| 17 de octubre | Brest Challenger Brest, Francia €106,500+H – Dura (i) – 32S/32Q/16D Cuadro de individuales – Cuadro de dobles                                    | Sander Arends Mateusz Kowalczyk 6–7(2–7), 6–3, [10–5] | Marco Chiudinelli Luca Vanni              | Jérémy Chardy Julien Benneteau       | Steven Diez Aldin Šetkić Marko Tepavac Lukáš Lacko                         |
| 17 de octubre | Ningbo Challenger Ningbo, China $125,000 – Dura – 32S/32Q/16D Cuadro de individuales – Cuadro de dobles                                          | Lu Yen-hsun 6–3, 6–1                                  | Hiroki Moriya                             | John Millman Chung Hyeon             | Go Soeda Lee Duck-hee Kim Cheong-eui Stefan Kozlov                         |
| 17 de octubre | Ningbo Challenger Ningbo, China $125,000 – Dura – 32S/32Q/16D Cuadro de individuales – Cuadro de dobles                                          | Jonathan Eysseric Sergiy Stakhovsky 6–4, 7–6(7–4)     | Stefan Kozlov Akira Santillan             | John Millman Chung Hyeon             | Go Soeda Lee Duck-hee Kim Cheong-eui Stefan Kozlov                         |
| 17 de octubre | Las Vegas Challenger Las Vegas, Estados Unidos $50,000+H – Dura – 32S/32Q/16D Cuadro de individuales – Cuadro de dobles                          | Sam Groth 6–7(4–7), 6–4, 7–5                          | Santiago Giraldo                          | Marco Trungelliti Sekou Bangoura     | Grega Žemlja Mikael Torpegaard Tennys Sandgren Brydan Klein                |
| 17 de octubre | Las Vegas Challenger Las Vegas, Estados Unidos $50,000+H – Dura – 32S/32Q/16D Cuadro de individuales – Cuadro de dobles                          | Brian Baker Matt Reid 6–1, 7–5                        | Bjorn Fratangelo Denis Kudla              | Marco Trungelliti Sekou Bangoura     | Grega Žemlja Mikael Torpegaard Tennys Sandgren Brydan Klein                |
| 17 de octubre | Santiago Challenger Santiago, Chile $50,000+H – Tierra batida – 32S/32Q/16D Cuadro de individuales – Cuadro de dobles                            | Máximo González 6–2, 7–6(7–5)                         | Rogério Dutra Silva                       | Horacio Zeballos Thiago Monteiro     | Pedro Sousa Casper Ruud Mathias Bourgue Axel Michon                        |
| 17 de octubre | Santiago Challenger Santiago, Chile $50,000+H – Tierra batida – 32S/32Q/16D Cuadro de individuales – Cuadro de dobles                            | Julio Peralta Horacio Zeballos 6–3, 6–4               | Sergio Galdós Máximo González             | Horacio Zeballos Thiago Monteiro     | Pedro Sousa Casper Ruud Mathias Bourgue Axel Michon                        |
| 24 de octubre | China International Suzhou Suzhou, China $75,000 – Dura – 32S/32Q/16D Cuadro de individuales – Cuadro de dobles                                  | Lu Yen-hsun 6–0, 6–1                                  | Stefan Kozlov                             | Chung Hyeon Alexander Kudryavtsev    | Andrea Arnaboldi Pere Riba Sergiy Stakhovsky Wu Di                         |
| 24 de octubre | China International Suzhou Suzhou, China $75,000 – Dura – 32S/32Q/16D Cuadro de individuales – Cuadro de dobles                                  | Mikhail Elgin Alexander Kudryavtsev 4–6, 6–1, [10–7]  | Andrea Arnaboldi Jonathan Eysseric        | Chung Hyeon Alexander Kudryavtsev    | Andrea Arnaboldi Pere Riba Sergiy Stakhovsky Wu Di                         |
| 24 de octubre | Hungarian Challenger Open Budapest, Hungría €64,000+H – Dura (i) – 32S/32Q/16D Cuadro de individuales – Cuadro de dobles                         | Marius Copil 6–4, 6–2                                 | Steve Darcis                              | Daniil Medvedev Kenny de Schepper    | Tommy Robredo Márton Fucsovics Denis Istomin Lukáš Lacko                   |
| 24 de octubre | Hungarian Challenger Open Budapest, Hungría €64,000+H – Dura (i) – 32S/32Q/16D Cuadro de individuales – Cuadro de dobles                         | Aliaksandr Bury Andreas Siljeström 7–6(7–3), 6–4      | James Cerretani Philipp Oswald            | Daniil Medvedev Kenny de Schepper    | Tommy Robredo Márton Fucsovics Denis Istomin Lukáš Lacko                   |
| 24 de octubre | Lima Challenger Lima, Perú $50,000+H – Tierra batida – 32S/32Q/16D Cuadro de individuales – Cuadro de dobles                                     | Christian Garin 3–6, 7–5, 7–6(7–3)                    | Guido Andreozzi                           | Rogério Dutra Silva Guilherme Clezar | Máximo González Leonardo Mayer Carlos Berlocq Facundo Bagnis               |
| 24 de octubre | Lima Challenger Lima, Perú $50,000+H – Tierra batida – 32S/32Q/16D Cuadro de individuales – Cuadro de dobles                                     | Sergio Galdós Leonardo Mayer 6–2, 7–6(9–7)            | Ariel Behar Gonzalo Lama                  | Rogério Dutra Silva Guilherme Clezar | Máximo González Leonardo Mayer Carlos Berlocq Facundo Bagnis               |
| 24 de octubre | KPIT MSLTA Challenger Pune, India $50,000 – Dura – 32S/32Q/16D Cuadro de individuales – Cuadro de dobles                                         | Sadio Doumbia 4–6, 6–4, 6–3                           | Prajnesh Gunneswaran                      | Nikola Milojević Lee Duck-hee        | Yevgueni Donskoi Adrián Menéndez-Maceiras Saketh Myneni Dmitry Popko       |
| 24 de octubre | KPIT MSLTA Challenger Pune, India $50,000 – Dura – 32S/32Q/16D Cuadro de individuales – Cuadro de dobles                                         | Purav Raja Divij Sharan 3–6, 6–3, [11–9]              | Luca Margaroli Hugo Nys                   | Nikola Milojević Lee Duck-hee        | Yevgueni Donskoi Adrián Menéndez-Maceiras Saketh Myneni Dmitry Popko       |
| 24 de octubre | Latrobe City Traralgon ATP Challenger Traralgon, Australia $50,000 – Dura – 32S/32Q/16D Cuadro de individuales – Cuadro de dobles                | Jordan Thompson 6–1, 6–2                              | Grega Žemlja                              | Marco Trungelliti Luke Saville       | Matthew Barton Gavin Van Peperzeel James Duckworth John-Patrick Smith      |
| 24 de octubre | Latrobe City Traralgon ATP Challenger Traralgon, Australia $50,000 – Dura – 32S/32Q/16D Cuadro de individuales – Cuadro de dobles                | Matt Reid John-Patrick Smith 6–4, 6–4                 | Matthew Barton Matthew Ebden              | Marco Trungelliti Luke Saville       | Matthew Barton Gavin Van Peperzeel James Duckworth John-Patrick Smith      |
| 31 de octubre | Challenger Ciudad de Guayaquil Guayaquil, Ecuador $50,000+H – Tierra batida – 32S/32Q/16D Cuadro de individuales – Cuadro de dobles              | Nicolás Kicker 6–3, 6–2                               | Arthur De Greef                           | Guido Andreozzi João Pedro Sorgi     | Mathias Bourgue André Ghem Andrés Molteni Facundo Bagnis                   |
| 31 de octubre | Challenger Ciudad de Guayaquil Guayaquil, Ecuador $50,000+H – Tierra batida – 32S/32Q/16D Cuadro de individuales – Cuadro de dobles              | Ariel Behar Fabiano de Paula 6–2, 6–4                 | Marcelo Arévalo Sergio Galdós             | Guido Andreozzi João Pedro Sorgi     | Mathias Bourgue André Ghem Andrés Molteni Facundo Bagnis                   |
| 31 de octubre | Charlottesville Men's Pro Challenger Charlottesville, Estados Unidos $50,000 – Dura (i) – 32S/32Q/16D Cuadro de individuales – Cuadro de dobles  | Reilly Opelka 6–4, 2–6, 7–6(7–5)                      | Ruben Bemelmans                           | Mackenzie McDonald Henri Laaksonen   | Peter Polansky Denis Kudla Tim Smyczek Jared Donaldson                     |
| 31 de octubre | Charlottesville Men's Pro Challenger Charlottesville, Estados Unidos $50,000 – Dura (i) – 32S/32Q/16D Cuadro de individuales – Cuadro de dobles  | Brian Baker Sam Groth 6–3, 6–3                        | Brydan Klein Ruan Roelofse                | Mackenzie McDonald Henri Laaksonen   | Peter Polansky Denis Kudla Tim Smyczek Jared Donaldson                     |
| 31 de octubre | Canberra Tennis International Canberra, Australia $50,000 – Dura – 32S/32Q/16D Cuadro de individuales – Cuadro de dobles                         | James Duckworth 7–5, 6–3                              | Marc Polmans                              | Jordan Thompson Omar Jasika          | John-Patrick Smith Daniel Masur Daniel Nolan Greg Jones                    |
| 31 de octubre | Canberra Tennis International Canberra, Australia $50,000 – Dura – 32S/32Q/16D Cuadro de individuales – Cuadro de dobles                         | Luke Saville Jordan Thompson 6–2, 6–3                 | Matt Reid John-Patrick Smith              | Jordan Thompson Omar Jasika          | John-Patrick Smith Daniel Masur Daniel Nolan Greg Jones                    |
| 31 de octubre | Bauer Watertechnology Cup Eckental, Alemania €35,000+H – Carpet (i) – 32S/32Q/16D Cuadro de individuales – Cuadro de dobles                      | Steve Darcis 6–4, 6–2                                 | Álex de Miñaur                            | Franko Škugor Kevin Krawietz         | Florian Mayer Jürgen Melzer Matthias Bachinger Daniil Medvedev             |
| 31 de octubre | Bauer Watertechnology Cup Eckental, Alemania €35,000+H – Carpet (i) – 32S/32Q/16D Cuadro de individuales – Cuadro de dobles                      | Kevin Krawietz Albano Olivetti 6–7(8–10), 6–4, [10–7] | Roman Jebavý Andrej Martin                | Franko Škugor Kevin Krawietz         | Florian Mayer Jürgen Melzer Matthias Bachinger Daniil Medvedev             |

### Noviembre
| Semana de       | Torneo | Campeones                                                           | Finalista                                 | Semifinal                           | Cuarto de final                                                       |
| --------------- | --- | ------------------------------------------------------------------- | ----------------------------------------- | ----------------------------------- | --------------------------------------------------------------------- |
| 7 de noviembre  | Slovak Open Bratislava, Eslovaquia €85,000+H – Dura (i) – 32S/32Q/16D Cuadro de individuales – Cuadro de dobles                               | Norbert Gombos 7–6(10–8), 4–6, 6–3                                  | Marius Copil                              | Daniil Medvedev Sergiy Stakhovsky   | Egor Gerasimov Adam Pavlásek Aleksandr Nedovyesov Vasek Pospisil      |
| 7 de noviembre  | Slovak Open Bratislava, Eslovaquia €85,000+H – Dura (i) – 32S/32Q/16D Cuadro de individuales – Cuadro de dobles                               | Ken Skupski Neal Skupski 4–6, 6–3, [10–5]                           | Purav Raja Divij Sharan                   | Daniil Medvedev Sergiy Stakhovsky   | Egor Gerasimov Adam Pavlásek Aleksandr Nedovyesov Vasek Pospisil      |
| 7 de noviembre  | Internationaux de Tennis de Vendée Mouilleron-le-Captif, Francia €85,000+H – Dura (i) – 32S/32Q/16D Cuadro de individuales – Cuadro de dobles | Julien Benneteau 7–5, 2–6, 6–3                                      | Andréi Rubliov                            | Benoît Paire Peter Gojowczyk        | Édouard Roger-Vasselin Tristan Lamasine Álex de Miñaur Alexey Vatutin |
| 7 de noviembre  | Internationaux de Tennis de Vendée Mouilleron-le-Captif, Francia €85,000+H – Dura (i) – 32S/32Q/16D Cuadro de individuales – Cuadro de dobles | Jonathan Eysseric Édouard Roger-Vasselin 6–7(1–7), 7–6(7–3), [11–9] | Johan Brunström Andreas Siljeström        | Benoît Paire Peter Gojowczyk        | Édouard Roger-Vasselin Tristan Lamasine Álex de Miñaur Alexey Vatutin |
| 7 de noviembre  | Open Bogotá Bogotá, Colombia $75,000+H – Tierra batida – 32S/32Q/16D Cuadro de individuales – Cuadro de dobles                                | Facundo Bagnis 3–6, 6–3, 7–6(7–4)                                   | Horacio Zeballos                          | Íñigo Cervantes Santiago Giraldo    | Alejandro Gómez Daniel Elahi Galán André Ghem Marcelo Arévalo         |
| 7 de noviembre  | Open Bogotá Bogotá, Colombia $75,000+H – Tierra batida – 32S/32Q/16D Cuadro de individuales – Cuadro de dobles                                | Marcelo Arévalo Sergio Galdós 6–4, 6–1                              | Ariel Behar Gonzalo Escobar               | Íñigo Cervantes Santiago Giraldo    | Alejandro Gómez Daniel Elahi Galán André Ghem Marcelo Arévalo         |
| 7 de noviembre  | Internazionali Tennis Val Gardena Südtirol Ortisei, Italia €64,000 – Dura (i) – 32S/32Q/16D Cuadro de individuales – Cuadro de dobles         | Stefano Napolitano 6–4, 6–1                                         | Alessandro Giannessi                      | Lorenzo Sonego Kevin Krawietz       | Federico Gaio Salvatore Caruso Mirza Bašić Blaž Kavčič                |
| 7 de noviembre  | Internazionali Tennis Val Gardena Südtirol Ortisei, Italia €64,000 – Dura (i) – 32S/32Q/16D Cuadro de individuales – Cuadro de dobles         | Kevin Krawietz Albano Olivetti 6–4, 6–4                             | Frank Dancevic Marko Tepavac              | Lorenzo Sonego Kevin Krawietz       | Federico Gaio Salvatore Caruso Mirza Bašić Blaž Kavčič                |
| 7 de noviembre  | Kobe Challenger Kobe, Japón $50,000+H – Dura (i) – 32S/32Q/16D Cuadro de individuales – Cuadro de dobles                                      | Chung Hyeon 6–4, 7–6(7–2)                                           | James Duckworth                           | Lee Duck-hee Go Soeda               | Yasutaka Uchiyama Laurent Lokoli Amir Weintraub Yoshihito Nishioka    |
| 7 de noviembre  | Kobe Challenger Kobe, Japón $50,000+H – Dura (i) – 32S/32Q/16D Cuadro de individuales – Cuadro de dobles                                      | Daniel Masur Ante Pavić 4–6, 6–3, [10–6]                            | Jeevan Nedunchezhiyan Christopher Rungkat | Lee Duck-hee Go Soeda               | Yasutaka Uchiyama Laurent Lokoli Amir Weintraub Yoshihito Nishioka    |
| 7 de noviembre  | Knoxville Challenger Knoxville, Estados Unidos $50,000 – Dura (i) – 32S/32Q/16D Cuadro de individuales – Cuadro de dobles                     | Michael Mmoh 7–5, 2–6, 6–1                                          | Peter Polansky                            | Jared Donaldson Stefan Kozlov       | Mackenzie McDonald Ruben Bemelmans Edward Corrie Austin Krajicek      |
| 7 de noviembre  | Knoxville Challenger Knoxville, Estados Unidos $50,000 – Dura (i) – 32S/32Q/16D Cuadro de individuales – Cuadro de dobles                     | Peter Polansky Adil Shamasdin 6–1, 6–3                              | Ruben Bemelmans Joris De Loore            | Jared Donaldson Stefan Kozlov       | Mackenzie McDonald Ruben Bemelmans Edward Corrie Austin Krajicek      |
| 14 de noviembre | Uruguay Open Montevideo, Uruguay $50,000+H – Tierra batida – 32S/32Q/16D Cuadro de individuales – Cuadro de dobles                            | Diego Schwartzman 6–4, 6–1                                          | Rogério Dutra Silva                       | Christian Garin Carlos Berlocq      | Nicolás Almagro Horacio Zeballos Íñigo Cervantes Nicolás Kicker       |
| 14 de noviembre | Uruguay Open Montevideo, Uruguay $50,000+H – Tierra batida – 32S/32Q/16D Cuadro de individuales – Cuadro de dobles                            | Andrés Molteni Diego Schwartzman Walkover                           | Fabiano de Paula Christian Garin          | Christian Garin Carlos Berlocq      | Nicolás Almagro Horacio Zeballos Íñigo Cervantes Nicolás Kicker       |
| 14 de noviembre | JSM Challenger of Champaign–Urbana Champaign, Estados Unidos $50,000 – Dura – 32S/32Q/16D Cuadro de individuales – Cuadro de dobles           | Henri Laaksonen 7–5, 6–3                                            | Ruben Bemelmans                           | Jared Donaldson Christopher Eubanks | Bradley Klahn Brian Baker Michael Mmoh Marcos Giron                   |
| 14 de noviembre | JSM Challenger of Champaign–Urbana Champaign, Estados Unidos $50,000 – Dura – 32S/32Q/16D Cuadro de individuales – Cuadro de dobles           | Austin Krajicek Tennys Sandgren 7–6(7–4), 7–6(7–2)                  | Luke Bambridge Liam Broady                | Jared Donaldson Christopher Eubanks | Bradley Klahn Brian Baker Michael Mmoh Marcos Giron                   |
| 14 de noviembre | Trofeo Città di Brescia Brescia, Italia €42,500+H – Carpet (i) – 32S/32Q/16D Cuadro de individuales – Cuadro de dobles                        | Luca Vanni 6–7(5–7), 6–4, 7–6(10–8)                                 | Laurynas Grigelis                         | Lukáš Lacko Salvatore Caruso        | Frank Dancevic Tommy Robredo Zdeněk Kolář Egor Gerasimov              |
| 14 de noviembre | Trofeo Città di Brescia Brescia, Italia €42,500+H – Carpet (i) – 32S/32Q/16D Cuadro de individuales – Cuadro de dobles                        | Mikhail Elgin Alexander Kudryavtsev 7–6(7–4), 6–3                   | Wesley Koolhof Matwé Middelkoop           | Lukáš Lacko Salvatore Caruso        | Frank Dancevic Tommy Robredo Zdeněk Kolář Egor Gerasimov              |
| 14 de noviembre | Dunlop World Challenge Toyota, Japón $50,000+H – Carpet (i) – 32S/32Q/16D Cuadro de individuales – Cuadro de dobles                           | James Duckworth 7–5, 4–6, 6–1                                       | Tatsuma Ito                               | Daniel Masur Luke Saville           | Yoshihito Nishioka Yusuke Takahashi Lim Yong-kyu Yaraslav Shyla       |
| 14 de noviembre | Dunlop World Challenge Toyota, Japón $50,000+H – Carpet (i) – 32S/32Q/16D Cuadro de individuales – Cuadro de dobles                           | Matt Reid John-Patrick Smith 6–3, 6–4                               | Jeevan Nedunchezhiyan Christopher Rungkat | Daniel Masur Luke Saville           | Yoshihito Nishioka Yusuke Takahashi Lim Yong-kyu Yaraslav Shyla       |
| 21 de noviembre | Columbus Challenger Columbus, Estados Unidos $75,000 – Dura (i) – 32S/32Q/16D Cuadro de individuales – Cuadro de dobles                       | Stefan Kozlov 6–1, 2–6, 6–2                                         | Tennys Sandgren                           | Sam Barry Henri Laaksonen           | Taylor Fritz Kevin King Peter Kobelt Cameron Norrie                   |
| 21 de noviembre | Columbus Challenger Columbus, Estados Unidos $75,000 – Dura (i) – 32S/32Q/16D Cuadro de individuales – Cuadro de dobles                       | David O'Hare Joe Salisbury 6–3, 6–4                                 | Luke Bambridge Cameron Norrie             | Sam Barry Henri Laaksonen           | Taylor Fritz Kevin King Peter Kobelt Cameron Norrie                   |
| 21 de noviembre | Internazionali di Tennis Castel del Monte Andria, Italia €42,500+H – Carpet (i) – 32S/32Q/16D Cuadro de individuales – Cuadro de dobles       | Luca Vanni 5–7, 6–0, 6–3                                            | Matteo Berrettini                         | Sergiy Stakhovsky Egor Gerasimov    | Stefano Travaglia Aldin Šetkić Stefanos Tsitsipas Tommy Robredo       |
| 21 de noviembre | Internazionali di Tennis Castel del Monte Andria, Italia €42,500+H – Carpet (i) – 32S/32Q/16D Cuadro de individuales – Cuadro de dobles       | Wesley Koolhof Matwé Middelkoop 6–3, 6–3                            | Roman Jebavý Zdeněk Kolář                 | Sergiy Stakhovsky Egor Gerasimov    | Stefano Travaglia Aldin Šetkić Stefanos Tsitsipas Tommy Robredo       |
| 21 de noviembre | Astana Challenger Capital Cup Astana, Kazajistán $50,000+H – Dura (i) – 32S/32Q/16D Cuadro de individuales – Cuadro de dobles                 | Yoshihito Nishioka 6–4, 6–7(4–7), 7–6(7–3)                          | Denis Istomin                             | Aleksandr Nedovyesov Temur Ismailov | Dmitry Popko Prajnesh Gunneswaran Alexander Bublik Nikola Milojević   |
| 21 de noviembre | Astana Challenger Capital Cup Astana, Kazajistán $50,000+H – Dura (i) – 32S/32Q/16D Cuadro de individuales – Cuadro de dobles                 | Timur Khabibulin Aleksandr Nedovyesov 7–6(9–7), 6–2                 | Mikhail Elgin Denis Istomin               | Aleksandr Nedovyesov Temur Ismailov | Dmitry Popko Prajnesh Gunneswaran Alexander Bublik Nikola Milojević   |

## Títulos por país
| Total | Países               | I  | D  |
| ----- | -------------------- | -- | -- |
| 34    | Argentina            | 20 | 14 |
| 29    | Estados Unidos       | 8  | 21 |
| 25    | Francia              | 11 | 14 |
| 25    | Australia            | 10 | 15 |
| 23    | Alemania             | 10 | 13 |
| 17    | Rusia                | 10 | 7  |
| 15    | Italia               | 10 | 5  |
| 13    | Brasil               | 5  | 8  |
| 13    | China Taipéi         | 5  | 8  |
| 12    | Austria              | 4  | 8  |
| 10    | Chile                | 2  | 8  |
| 10    | Países Bajos         | 2  | 8  |
| 9     | Reino Unido          | 5  | 4  |
| 9     | Eslovaquia           | 3  | 6  |
| 9     | Suecia               | 1  | 8  |
| 9     | Bielorrusia          | 0  | 9  |
| 9     | India                | 0  | 9  |
| 8     | Croacia              | 0  | 8  |
| 7     | República Checa      | 4  | 3  |
| 7     | China                | 1  | 6  |
| 6     | Bélgica              | 5  | 1  |
| 6     | Colombia             | 3  | 3  |
| 6     | Kazajistán           | 3  | 3  |
| 6     | Suiza                | 3  | 3  |
| 5     | Japón                | 5  | 0  |
| 5     | Serbia               | 4  | 1  |
| 5     | Ucrania              | 2  | 3  |
| 5     | España               | 1  | 4  |
| 4     | Canadá               | 1  | 3  |
| 4     | Polonia              | 1  | 3  |
| 4     | Tailandia            | 0  | 4  |
| 3     | Barbados             | 3  | 0  |
| 3     | Moldavia             | 3  | 0  |
| 3     | Túnez                | 3  | 0  |
| 3     | Georgia              | 2  | 1  |
| 3     | Portugal             | 2  | 1  |
| 3     | México               | 0  | 3  |
| 3     | Perú                 | 0  | 3  |
| 3     | Uruguay              | 0  | 3  |
| 2     | Lituania             | 2  | 0  |
| 2     | Corea del Sur        | 2  | 0  |
| 2     | Dinamarca            | 1  | 1  |
| 2     | Rumania              | 1  | 1  |
| 2     | Nueva Zelanda        | 0  | 2  |
| 2     | Venezuela            | 0  | 2  |
| 1     | Irlanda              | 1  | 0  |
| 1     | Israel               | 1  | 0  |
| 1     | Noruega              | 1  | 0  |
| 1     | Eslovenia            | 1  | 0  |
| 1     | Turquía              | 1  | 0  |
| 1     | República Dominicana | 0  | 1  |
| 1     | Ecuador              | 0  | 1  |
| 1     | Egipto               | 0  | 1  |
| 1     | El Salvador          | 0  | 1  |
| 1     | Letonia              | 0  | 1  |
| 1     | Pakistán             | 0  | 1  |
| 1     | Sudáfrica            | 0  | 1  |
| 1     | Uzbekistán           | 0  | 1  |